# Filmjahr 2013
Liste der Filmjahre

◄◄ | ◄ | 2009 | 2010 | 2011 | 2012 | Filmjahr 2013 | 2014 | 2015 | 2016 | 2017 | ► | ►►

Weitere Ereignisse

## Ereignisse
- 23: November: Exakt 50 Jahre nach An Unearthly Child zeigen Kinos weltweit zeitgleich und einmalig den 3D-Jubiläums-Spielfilm Der Tag des Doktors. Mit der gleichzeitigen Ausstrahlung des Filmes in 94 Ländern auf sechs Kontinenten stellten Doctor Who und die British Broadcasting Corporation einen bislang ungebrochenen Guinness World Record auf.
- Im Oktober jährt sich zum 125. Mal die Herstellung der ältesten bekannten Filme in der Geschichte. Dem französischen Fotografen Louis Le Prince wird im Oktober 1888 ein Patent für eine Filmkamera erteilt. Im gleichen Monat stellt er in Leeds damit die Filme Roundhay Garden Scene und Traffic Crossing Leeds Bridge her.

Im selben Jahr beginnt William K. L. Dickson in den Laboratorien von Thomas Alva Edison mit den Arbeiten an der Entwicklung einer Apparatur zur Aufzeichnung „bewegter Bilder“.
- In Österreich jährt sich zum 100. Mal die erste Aufführung eines Tonfilms, der unter dem Titel „Sprechender Film“ in den Wiener Sofiensälen (Edison Kinetophon und Gaumont) präsentiert wird.

## Top 10 der erfolgreichsten Filme

### In Deutschland
Die zehn erfolgreichsten Filme an den deutschen Kinokassen nach Besucherzahlen (Stand: 11. Mai 2014):
| Platz | Filmtitel                             | Besucher  |
| ----- | ------------------------------------- | --------- |
| 1.    | Fack ju Göhte                         | 7.083.278 |
| 2.    | Der Hobbit: Smaugs Einöde             | 6.031.353 |
| 3.    | Die Eiskönigin – Völlig unverfroren   | 4.700.703 |
| 4.    | Django Unchained                      | 4.492.362 |
| 5.    | Die Tribute von Panem – Catching Fire | 3.714.503 |
| 6.    | Ich – Einfach unverbesserlich 2       | 3.679.715 |
| 7.    | Der Medicus                           | 3.576.255 |
| 8.    | Hangover 3                            | 3.103.510 |
| 9.    | Fast & Furious 6                      | 2.864.866 |
| 10.   | Kokowääh 2                            | 2.749.139 |

### In Österreich
Die erfolgreichsten Filme an den österreichischen Kinokassen nach Besucherzahlen (Stand: 21. Januar 2014):*
| Platz | Filmtitel                             | Besucher |
| ----- | ------------------------------------- | -------- |
| 1.    | Der Hobbit: Smaugs Einöde             | 573.021  |
| 2.    | Django Unchained                      | 549.977  |
| 3.    | Hangover 3                            | 484.617  |
| 4.    | Die Eiskönigin – Völlig unverfroren   | 449.449  |
| 5.    | Ich – Einfach unverbesserlich 2       | 423.979  |
| 6.    | Fack Ju Göhte                         | 395.285  |
| 7.    | Fast & Furious 6                      | 393.641  |
| 8.    | Rush – Alles für den Sieg             | 391.165  |
| 9.    | Die Tribute von Panem – Catching Fire | 361.891  |
| 10.   | Die Schlümpfe 2                       | 347.106  |

*Es sind nur Filme aufgeführt, die das Golden Ticket für mehr als 300.000 Zuschauer erhielten.

### In der Schweiz
Die zehn erfolgreichsten Filme an den schweizerischen Kinokassen nach Besucherzahlen (Stand: 11. März 2014):*
| Platz | Filmtitel                             | Besucher |
| ----- | ------------------------------------- | -------- |
| 1.    | Der Hobbit: Smaugs Einöde             | 499.888  |
| 2.    | Die Eiskönigin – Völlig unverfroren   | 419.249  |
| 3.    | Ich – Einfach unverbesserlich 2       | 402.840  |
| 4.    | The Wolf of Wall Street               | 372.793  |
| 5.    | Django Unchained                      | 368.003  |
| 6.    | Die Tribute von Panem – Catching Fire | 352.575  |
| 7.    | Fast & Furious 6                      | 344.880  |
| 8.    | Hangover 3                            | 332.142  |
| 9.    | Die Croods                            | 266.095  |
| 10.   | Iron Man 3                            | 241.994  |

*Die Tabelle ergibt sich aus den jeweiligen Top 10 der vier Quartale. Quartalsübergreifende Informationen sind nicht enthalten.

### In den Vereinigten Staaten
Die zehn erfolgreichsten Filme an den US-amerikanischen Kinokassen nach Einspielergebnis in US-Dollar (Stand: 12. Mai 2014):
| Platz | Filmtitel                             | Einnahmen     |
| ----- | ------------------------------------- | ------------- |
| 1.    | Die Tribute von Panem – Catching Fire | 424.668.047 $ |
| 2.    | Iron Man 3                            | 409.013.994 $ |
| 3.    | Die Eiskönigin – Völlig unverfroren   | 400.447.148 $ |
| 4.    | Ich – Einfach unverbesserlich 2       | 368.061.265 $ |
| 5.    | Man of Steel                          | 291.045.518 $ |
| 6.    | Gravity                               | 274.092.705 $ |
| 7.    | Die Monster Uni                       | 268.492.764 $ |
| 8.    | Der Hobbit: Smaugs Einöde             | 258.366.855 $ |
| 9.    | Fast & Furious 6                      | 238.679.850 $ |
| 10.   | Die fantastische Welt von Oz          | 234.911.825 $ |

### Weltweit
Die zehn weltweit erfolgreichsten Filme nach Einspielergebnis in US-Dollar (Stand: 26. Mai 2014):
| Platz | Filmtitel                             | Einnahmen       |
| ----- | ------------------------------------- | --------------- |
| 1.    | Die Eiskönigin – Völlig unverfroren   | 1.219.274.000 $ |
| 2.    | Iron Man 3                            | 1.215.439.994 $ |
| 3.    | Ich – Einfach unverbesserlich 2       | 970.761.885 $   |
| 4.    | Der Hobbit: Smaugs Einöde             | 953.066.855 $   |
| 5.    | Die Tribute von Panem – Catching Fire | 864.565.663 $   |
| 6.    | Fast & Furious 6                      | 788.679.850 $   |
| 7.    | Die Monster Uni                       | 743.559.607 $   |
| 8.    | Gravity                               | 716.392.705 $   |
| 9.    | Man of Steel                          | 668.045.518 $   |
| 10.   | Thor – The Dark Kingdom               | 644.783.140 $   |

## Filmpreise

### Golden Globe
Die Verleihung der 70. Golden Globe Awards fanden am 13. Januar 2013 statt.
- Bester Film (Drama): Argo
- Bester Film (Komödie/Musical): Les Misérables
- Beste Regie: Ben Affleck für Argo
- Beste Hauptdarstellerin (Drama): Jessica Chastain in Zero Dark Thirty
- Beste Hauptdarstellerin (Komödie/Musical): Jennifer Lawrence in Silver Linings
- Bester Hauptdarsteller (Drama): Daniel Day-Lewis in Lincoln
- Bester Hauptdarsteller (Komödie/Musical): Hugh Jackman in Les Misérables
- Bester fremdsprachiger Film: Liebe (Amour), Österreich

Vollständige Liste der Preisträger

### Bayerischer Filmpreis
Die Verleihung des 34. Bayerischen Filmpreises fand am 18. Januar 2013 statt.
- Beste Produktion: Cloud Atlas – Produktion: Stefan Arndt
- Beste Regie: Michael Haneke für Liebe
- Beste Darstellerin: Barbara Sukowa in Hannah Arendt
- Bester Darsteller: Tom Schilling in Oh Boy
- Beste Nachwuchsdarstellerin: Lisa Brand in Der Verdingbub
- Bester Nachwuchsdarsteller: Sabin Tambrea in Ludwig II.
- Beste Nachwuchsregie: Michaela Kezele für Die Brücke am Ibar
- Bestes Drehbuch: Jan-Ole Gerster für Oh Boy
- Ehrenpreis: Margarethe von Trotta

Vollständige Liste der Preisträger

### Österreichischer Filmpreis

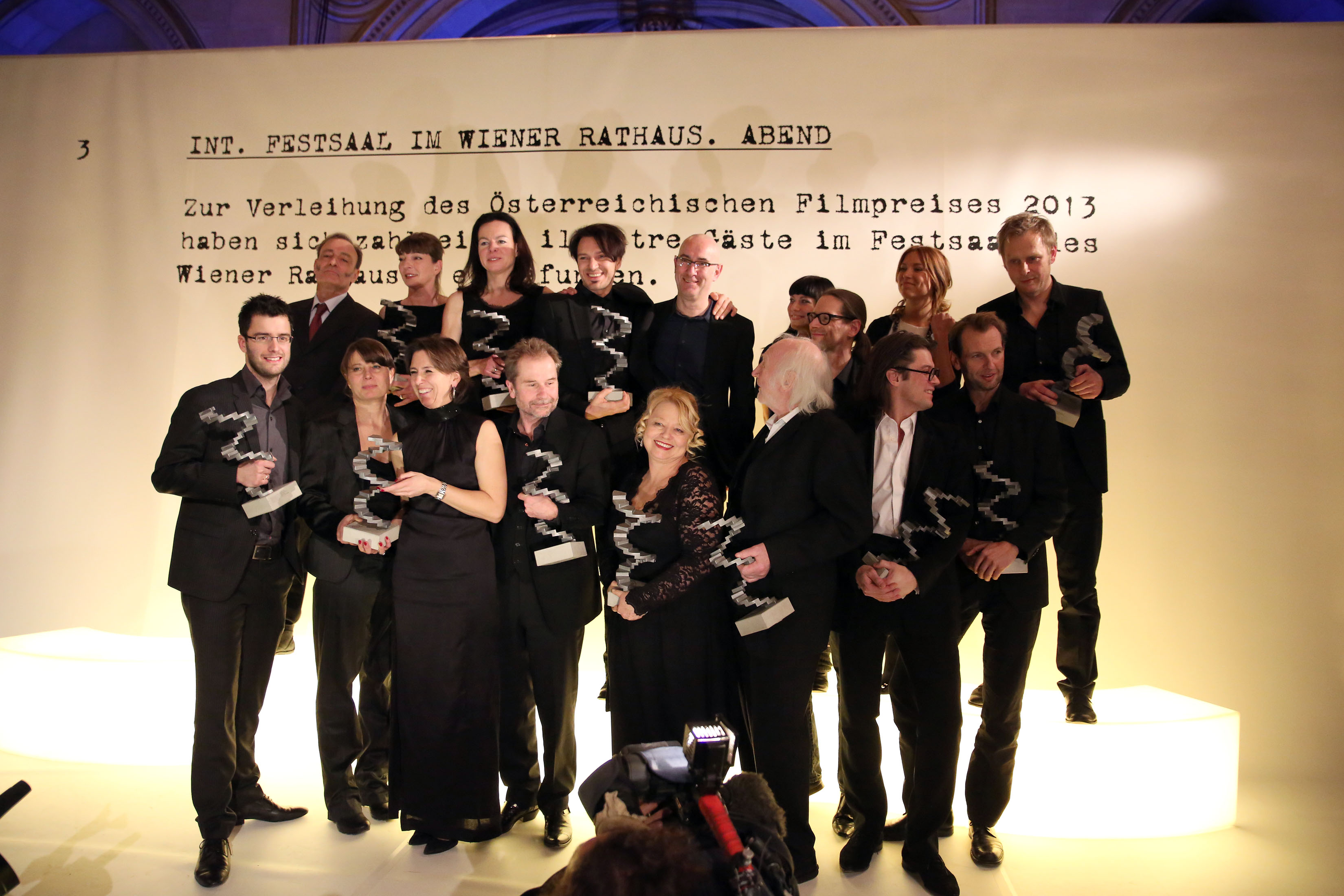
Die Preisträger im Festsaal des Rathauses in Wien

Die Verleihung des 3. Österreichischen Filmpreises fand am 23. Januar 2013 statt.
- Bester Spielfilm: Paradies: Liebe
- Beste Regie: Ulrich Seidl für Paradies: Liebe
- Bester Darsteller: Karl Merkatz in Anfang 80
- Beste Darstellerin: Margarethe Tiesel in Paradies: Liebe
- Bester Dokumentarfilm: Der Prozess – Regie: Gerald Igor Hauzenberger
- Bester Kurzfilm: Unser Lied – Regie: Catalina Molina
- Bestes Drehbuch: Florian Flicker für Grenzgänger

Vollständige Liste der Preisträger

### Sundance
Das 29. Sundance Film Festival fand vom 17. bis 27. Januar 2013 statt.
- Großer Preis der Jury: Spielfilm – Fruitvale
- Großer Preis der Jury: Dokumentarfilm – Blood Brother
- Großer Preis der Jury „World Cinema“: Spielfilm – Jiseul
- Großer Preis der Jury „World Cinema“: Dokumentarfilm – A River Changes Course

Vollständige Liste der Preisträger

### British Academy Film Award
Die 66. BAFTA-Award-Verleihung fand am 10. Februar 2013 statt.
- Bester Film: Argo – Regie: Ben Affleck
- Bester britischer Film: James Bond 007: Skyfall – Regie: Sam Mendes
- Beste Regie: Ben Affleck (Argo)
- Bester Hauptdarsteller: Daniel Day-Lewis in Lincoln
- Beste Hauptdarstellerin: Emmanuelle Riva in Liebe
- Bester nicht-englischsprachiger Film: Liebe – Regie: Michael Haneke und Margaret Ménégoz

Vollständige Liste der Preisträger

### Berlinale
Die 63. Internationalen Filmfestspiele Berlin fanden vom 7. bis 17. Februar 2013 statt.
- Bester Film: Mutter & Sohn (Poziția Copilului) – Regie: Călin Peter Netzer
- Großer Preis der Jury: Aus dem Leben eines Schrottsammlers (Epizoda u životu berača željeza) – Regie: Danis Tanović
- Beste Regie: David Gordon Green für Prince Avalanche
- Bester Darsteller: Nazif Mujić in Aus dem Leben eines Schrottsammlers
- Beste Darstellerin: Paulina García in Gloria
- Bestes Drehbuch: Jafar Panahi und Kambuzia Partovi für Pardé

Vollständige Liste der Preisträger

### César
Die 38. César-Verleihung fand am 22. Februar 2013 statt.
- Bester Film: Liebe (Amour) – Regie: Michael Haneke
- Beste Regie: Michael Haneke – Liebe (Amour)
- Bester Hauptdarsteller: Jean-Louis Trintignant in Liebe (Amour)
- Beste Hauptdarstellerin: Emmanuelle Riva in Liebe (Amour)
- Bestes Originaldrehbuch: Michael Haneke – Liebe (Amour)
- Bester fremdsprachiger Film: Argo – Regie: Ben Affleck (Vereinigte Staaten)

Vollständige Liste der Preisträger

### Goldene Himbeere
Die 33. Razzie-Verleihung fand am 23. Februar 2013 statt.
- Schlechtester Film: Breaking Dawn – Biss zum Ende der Nacht, Teil 2 – Regie: Bill Condon
- Schlechteste Regie: Bill Condon – Breaking Dawn – Biss zum Ende der Nacht, Teil 2
- Schlechtester Darsteller: Adam Sandler in Der Chaos-Dad
- Schlechteste Darstellerin: Kristen Stewart in Snow White and the Huntsman und in Breaking Dawn – Teil 2
- Schlechtester Nebendarsteller: Taylor Lautner in Breaking Dawn – Biss zum Ende der Nacht, Teil 2
- Schlechteste Nebendarstellerin: Rihanna in Battleship

Vollständige Liste der Preisträger

### Oscar
Die 85. Oscar-Verleihung fand am 24. Februar 2013 statt.
- Bester Film: Argo
- Beste Regie: Ang Lee – Life of Pi: Schiffbruch mit Tiger
- Bester Hauptdarsteller: Daniel Day-Lewis in Lincoln
- Beste Hauptdarstellerin: Jennifer Lawrence in Silver Linings
- Bester Nebendarsteller: Christoph Waltz in Django Unchained
- Beste Nebendarstellerin: Anne Hathaway in Les Misérables
- Bester fremdsprachiger Film: Liebe (Amour) – (Österreich)

Vollständige Liste der Preisträger

### Deutscher Filmpreis
Die 63. Verleihung des Deutschen Filmpreises Lola fand am 26. April 2013 statt.
- Bester Spielfilm: Oh Boy – Regie: Jan-Ole Gerster
- Beste Regie: Jan-Ole Gerster (Oh Boy)
- Bester Hauptdarsteller: Tom Schilling (Oh Boy)
- Beste Hauptdarstellerin: Barbara Sukowa (Hannah Arendt)

Vollständige Liste der Preisträger

### Cannes
Die 66. Internationalen Filmfestspiele von Cannes fanden vom 15. bis 26. Mai 2013 statt.
- Goldene Palme: Blau ist eine warme Farbe (La Vie d’Adèle) – Regie: Abdellatif Kechiche
- Große Preis der Jury: Inside Llewyn Davis – Regie: Ethan und Joel Coen
- Beste Regie: Amat Escalante für Heli
- Bester Darsteller: Bruce Dern in Nebraska
- Beste Darstellerin: Bérénice Bejo in Le Passé
- Bestes Drehbuch: Jia Zhangke für Tian zhu ding

Vollständige Liste der Preisträger

### Venedig
Die 70. Internationalen Filmfestspiele von Venedig fanden vom 28. August bis 7. September 2013 statt.
- Goldener Löwe: Das andere Rom – Regie Gianfranco Rosi
- Silberner Löwe – Beste Regie: Alexandros Avranas (Miss Violence)
- Großer Preis der Jury: Iaoyou (Stray Dogs) – Regie: Tsai Ming-liang
- Coppa Volpi – Bester Darsteller: Themis Panou (Miss Violence)
- Coppa Volpi – Beste Darstellerin: Elena Cotta (Via Castellana Bandiera)
- Marcello-Mastroianni-Preis: Tye Sheridan (Joe)
- Bestes Drehbuch: Steve Coogan und Jeff Pope (Philomena)
- Spezialpreis der Jury: Die Frau des Polizisten – Regie: Philip Gröning

Liste der Wettbewerbsbeiträge

### Europäischer Filmpreis
Der 26. Europäische Filmpreis wurde am 7. Dezember 2013 in Berlin verliehen.
- Bester europäischer Film: La Grande Bellezza – Die große Schönheit – Regie: Paolo Sorrentino
- Beste Regie: Paolo Sorrentino für La Grande Bellezza – Die große Schönheit
- Bester Darsteller: Toni Servillo in La Grande Bellezza – Die große Schönheit
- Beste Darstellerin: Veerle Baetens in The Broken Circle

### Weitere Filmpreise und Auszeichnungen
- AACTA Awards:[10] Bester Film und Beste Regie: Silver Linings von David O. Russell; Bester Schauspieler: Daniel Day-Lewis in Lincoln; Beste Schauspielerin: Jennifer Lawrence in Silver Linings; Bestes Drehbuch: Quentin Tarantino für Django Unchained
- AFI Life Achievement Award: Mel Brooks (Verleihungszeremonie am 6. Juni 2013 in Los Angeles)[11]
- Annie Awards:[12] Bester Film, Beste Regie, Bestes Drehbuch, Beste Musik und Beste Synchronarbeit: Ralph reichts; Bester animierter Kurzfilm: Im Flug erobert; Beste animierte Elemente in einen Realfilm: Life of Pi: Schiffbruch mit Tiger
- Critics’ Choice Movie Award: Bester Film und Beste Regie: Argo von Ben Affleck; Bester Hauptdarsteller: Daniel Day-Lewis in Lincoln; Beste Hauptdarstellerin: Jessica Chastain in Zero Dark Thirty; Bester fremdsprachiger Film: Liebe von Michael Haneke; Bestes Originaldrehbuch: Quentin Tarantino für Django Unchained … mehr
- Deutscher Drehbuchpreis: Nicole Armbruster und Marc Brummund für Freistatt
- Deutscher Schauspielerpreis: Beste Schauspielerin Hauptrolle: Maja Schöne in Der Brand; Bester Schauspieler Hauptrolle: Armin Rohde in Alleingang; Beste Schauspielerin Nebenrolle: Gerti Drassl in Das Wunder von Kärnten und in Spuren des Bösen; Bester Schauspieler Nebenrolle: Mark Waschke in Der Brand … mehr
- Directors Guild of America Awards:[13] Beste Regie – Spielfilm: Ben Affleck für Argo; Beste Regie – Fernsehfilm oder Miniserie: Jay Roach für Game Change – Der Sarah-Palin-Effekt; Beste Regie – Dokumentarfilm: Malik Bendjelloul für Searching for Sugar Man
- Filmfestival Max Ophüls Preis: Max-Ophüls-Preis: Der Glanz des Tages von Tizza Covi und Rainer Frimmel; Dokumentarfilmpreis: Dragan Wende – West Berlin von Dragan von Petrovic und Lena Müller; Kurzfilmpreis: Gruppenfoto von Mareille Klein; Darstellerpreise: Jasna Fritzi Bauer und Maximilian Mauff; Drehbuchpreis: Scherbenpark von Katharina Kress … mehr
- Goya: Bester Film und neun weitere Preise: Blancanieves von Pablo Berger; Beste Regie: Juan Antonio Bayona für The Impossible; Bester Darsteller: José Sacristán in El muerto y ser feliz; Beste Darstellerin: Maribel Verdú in Blancanieves … mehr
- Independent Spirit Awards: Bester Film: Silver Linings; Bester Debütfilm: Vielleicht lieber morgen; Bester ausländischer Film: Liebe; Beste Regie: David O. Russell für Silver Linings; Beste Darstellerin: Jennifer Lawrence; Bester Darsteller: John Hawkes; Beste Nebendarstellerin: Helen Hunt; Bester Nebendarsteller: Matthew McConaughey … mehr
- Jussi:[14] Bester Film, Beste Regie und Bestes Drehbuch: Kohta 18 von Maarit Lalli; Bester Hauptdarsteller: Eero Ritala in Kulman pojat; Beste Hauptdarstellerin: Laura Birn in Fegefeuer; Bester Dokumentarfilm: Kovasikajuttu
- London Critics’ Circle Film Award: Bester Film: Liebe von Michael Haneke; Bester britischer Film: Berberian Sound Studio von Peter Strickland; Bester fremdsprachiger Film: Der Geschmack von Rost und Knochen von Jacques Audiard … mehr
- National Board of Review: Bester Film und Beste Regie: Zero Dark Thirty von Kathryn Bigelow; Bester Hauptdarsteller: Bradley Cooper in Silver Linings; Beste Hauptdarstellerin: Jessica Chastain in Silver Linings … mehr
- National Society of Film Critics: Bester Film und Beste Regie: Liebe von Michael Haneke; Bester Hauptdarsteller: Daniel Day-Lewis in Lincoln; Beste Hauptdarstellerin: Emmanuelle Riva in Liebe … mehr
- Prix Lumières: Bester Film; Liebe von Michael Haneke; Beste Regie: Jacques Audiard für Der Geschmack von Rost und Knochen; Bester Darsteller: Jean-Louis Trintignant in Liebe; Beste Darstellerin: Emmanuelle Riva in Liebe … mehr
- Robert: Bester dänischer Film: Kapringen; Bester amerikanischer Film: Argo; Bester nicht-amerikanischer Film: Liebe; Bester Hauptdarsteller: Søren Malling; Beste Hauptdarstellerin: Trine Dyrholm … mehr
- Screen Actors Guild Awards: Bester Hauptdarsteller: Daniel Day-Lewis in Lincoln; Beste Hauptdarstellerin: Jennifer Lawrence in Silver Linings; Bester Nebendarsteller: Tommy Lee Jones in Lincoln; Beste Nebendarstellerin: Anne Hathaway in Les Misérables; Bestes Schauspielensemble in Argo; Bestes Stuntensemble in James Bond 007: Skyfall … mehr
- Teddy Awards: Bester Spielfilm: In the Name of … von Malgoska Szumowska; Bester Dokumentarfilm: Bambi von Sébastien Lifshitz; Bester Kurzfilm: Undress Me von Victor Lindgren; Spezialpreis der Jury: Concussion von Stacie Passon … mehr
- Tromsø Internasjonale Filmfestival: Aurora: Lore von Cate Shortland; Tromsøpalmen: There Will Be Some Who Will Not Fear Even That Void von Saeed Taji Farouky; Friedensfilmpreis: Wadjda von Haifaa al-Mansour … mehr
- Writers Guild of America Awards:[15] Bestes Originaldrehbuch: Zero Dark Thirty von Mark Boal; Bestes adaptiertes Drehbuch: Argo von Chris Terrio; Bestes Dokumentarfilmdrehbuch: Searching for Sugar Man von Malik Bendjelloul

#### Termine
- Filmfestival Türkei/Deutschland: Das 18. Filmfestival Türkei/Deutschland fand vom 14. bis 24. März 2013 statt.[16]
- Nickelodeon Kids’ Choice Awards: Die 26. Verleihung der Kids’ Choice Awards fand am 23./24. März 2013 statt.[17][18]
- Jupiter Award: Die 34. Verleihung des Jupiter Awards fand am 11. April 2013 statt.[19]
- MTV Movie Awards 2013: Die 22. Verleihung der MTV Movie Awards fand am 14. April 2013 statt.[20]
- Filmkunstfest Mecklenburg-Vorpommern: Das 23. Filmkunstfest M-V fand vom 30. April bis 5. Mai 2013 statt.[21]
- Internationale Kurzfilmtage Oberhausen: Die 59. Internationalen Kurzfilmtage Oberhausen fanden vom 2. bis 7. Mai 2013 statt.[22]
- Deutscher Kamerapreis: Die Verleihung des 23. Deutschen Kamerapreises fand am 22. Juni 2013 statt.[23]
- Festival d’Animation Annecy: Das 54. Festival international du film d’animation d’Annecy fand vom 10. bis 15. Juni 2013 statt.[24]
- Internationales Filmfestival Moskau: Das 35. Moscow International Film Festival fand vom 20. bis 29. Juni 2013 statt.[25]
- Internationales Filmfestival Karlovy Vary: Das 48. Karlovy Vary Int. Film Festival fand vom 28. Juni bis 6. Juli 2013 statt.[26]
- Internationales Filmfestival von Locarno: Das 66. Festival del Film Locarno fand vom 7. bis 17. August 2013.[27]
- Amanda: Das 41. Norwegian International Film Festival fand vom 15. bis 22. August 2013 statt.[28]
- World Film Festival: Das 37. World Film Festival in Montreal fand vom 22. August bis 2. September 2013 statt.[29]
- Toronto International Film Festival: Das 38. Toronto International Film Festival fand vom 5. bis 15. September 2013 statt.[30]
- Zurich Film Festival: Das 9. Zurich Film Festival fand vom 26. September bis 6. Oktober 2013 statt.[31]
- Kinoprogrammpreis: Die Verleihung des Deutschen Kinoprogrammpreises fand am 10. Oktober 2013 in Karlsruhe statt.[32]
- Verleiherpreis: Die Verleihung des Deutschen Verleiherpreises fand am 10. Oktober 2013 in Karlsruhe statt.[32]
- Internationales Filmfestival Warschau: Das 29. Warsaw Film Festival fand vom 11. bis 20. Oktober 2013 statt.[33]
- Deutscher Kurzfilmpreis: Die Verleihung des Deutschen Kurzfilmpreises fand am 17. Oktober 2013 statt.[34]
- Internationale Hofer Filmtage: Die 47. Internationalen Hofer Filmtage fanden vom 22. bis 27. Oktober 2013 statt.[35]
- Filmfestival Cottbus: Das 23. Film Festival Cottbus fand vom 5. bis 10. November 2013 statt.[36]
- British Independent Film Award: Die 15. Verleihung der British Independent Film Awards fand am 8. Dezember 2013 in London statt.[37]

## 2013 Verstorbene

### Januar bis März
Januar

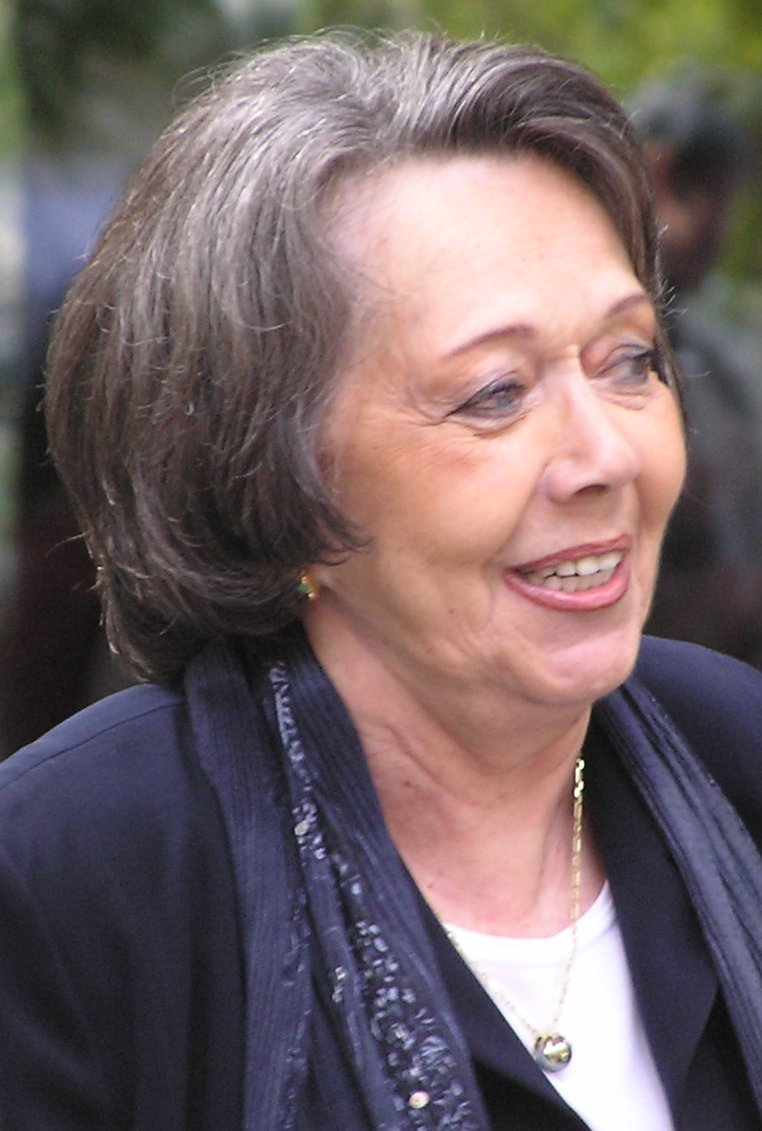
Jiřina Jirásková (1931–2013)

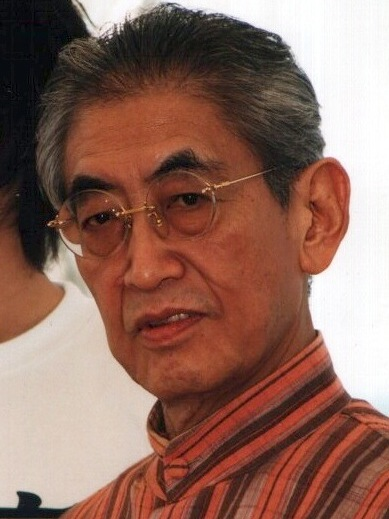
Nagisa Ōshima (1932–2013)

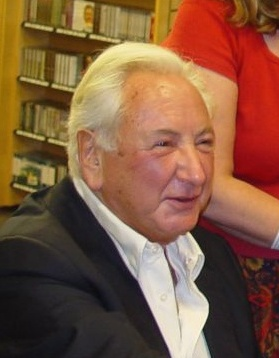
Michael Winner (1935–2013)

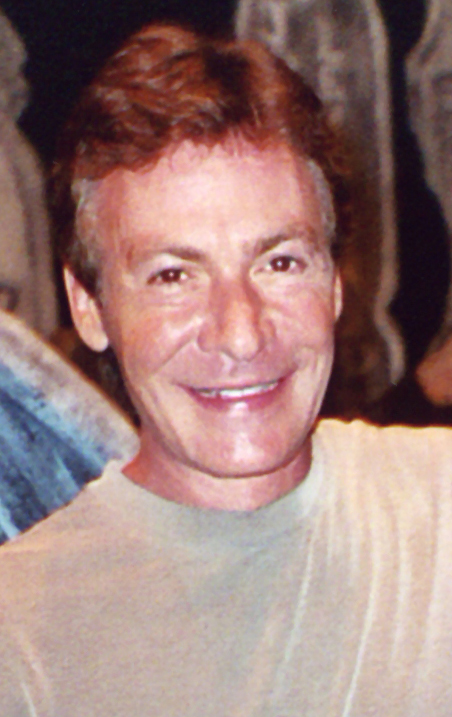
Robin Sachs (1951–2013)

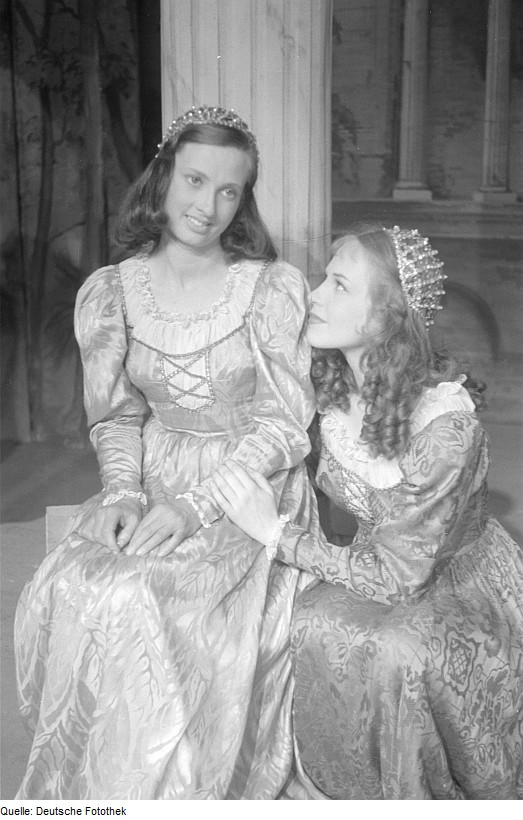
Gudrun Genest (links) (1914–2013)

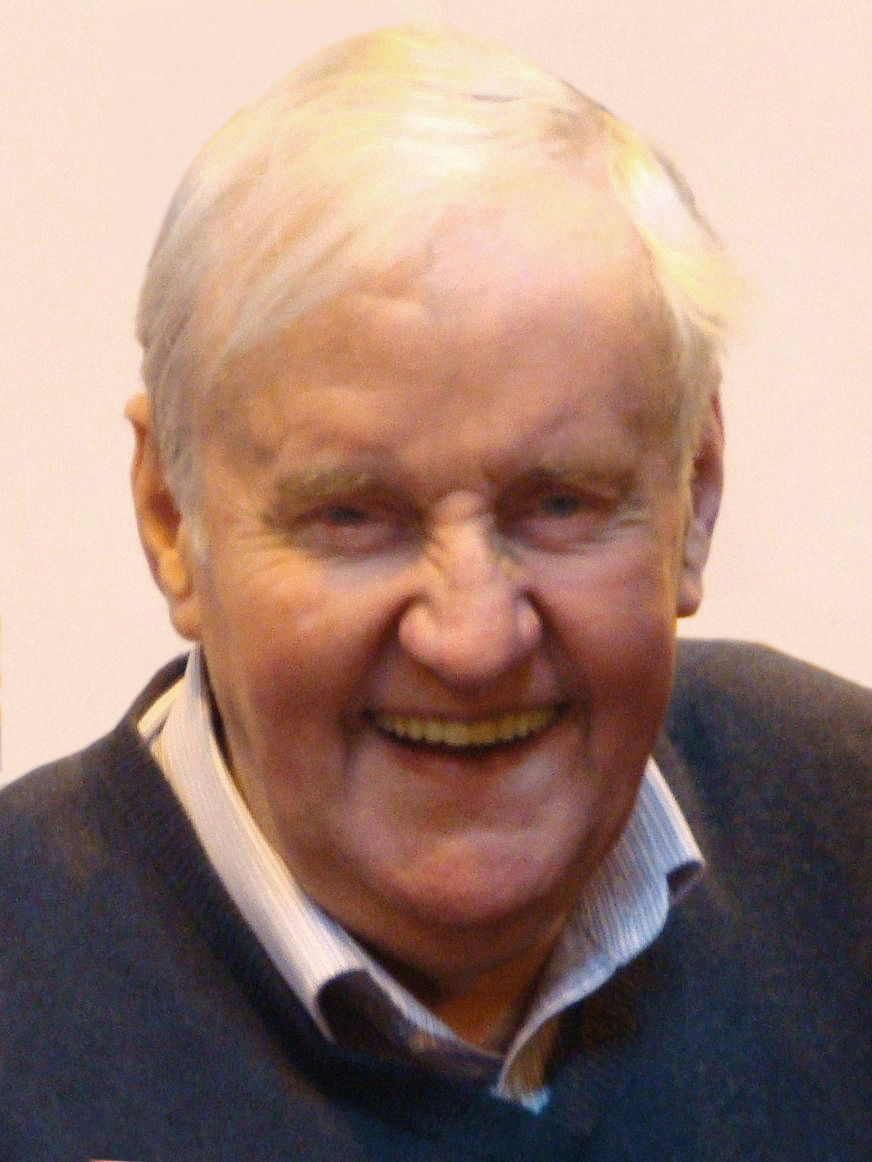
Richard Briers (1934–2013)

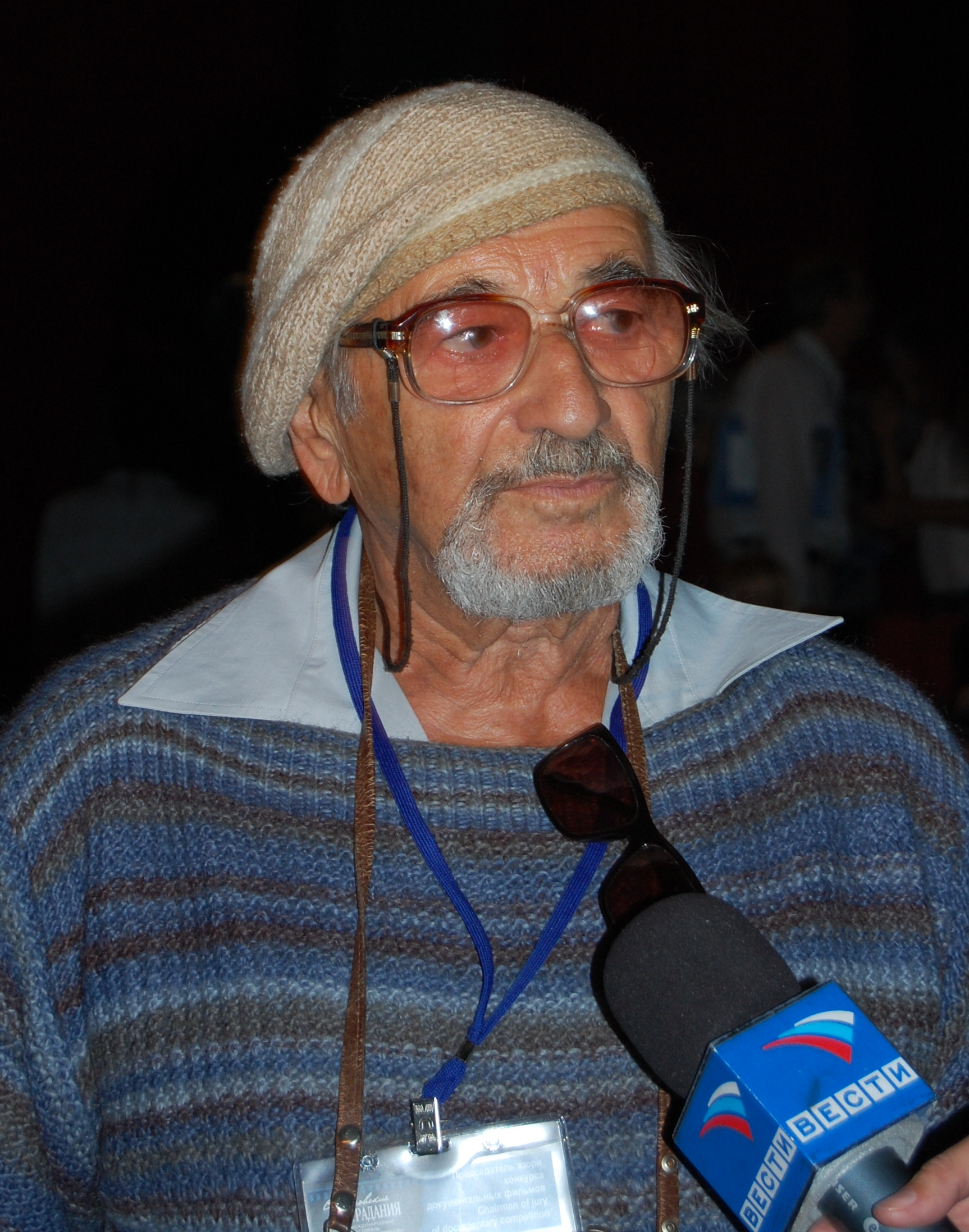
Herz Frank (1926–2013)

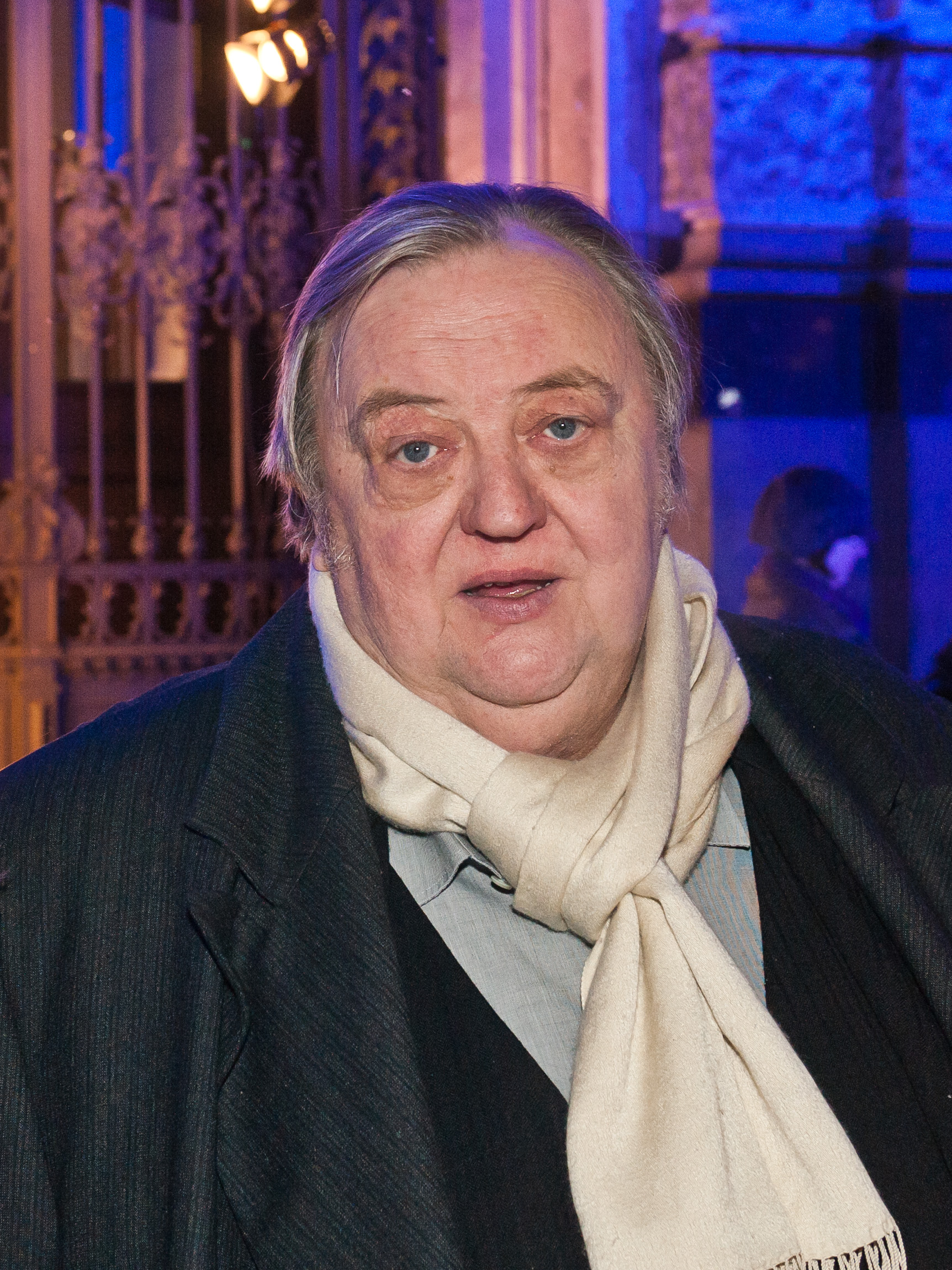
Dieter Pfaff (1947–2013)

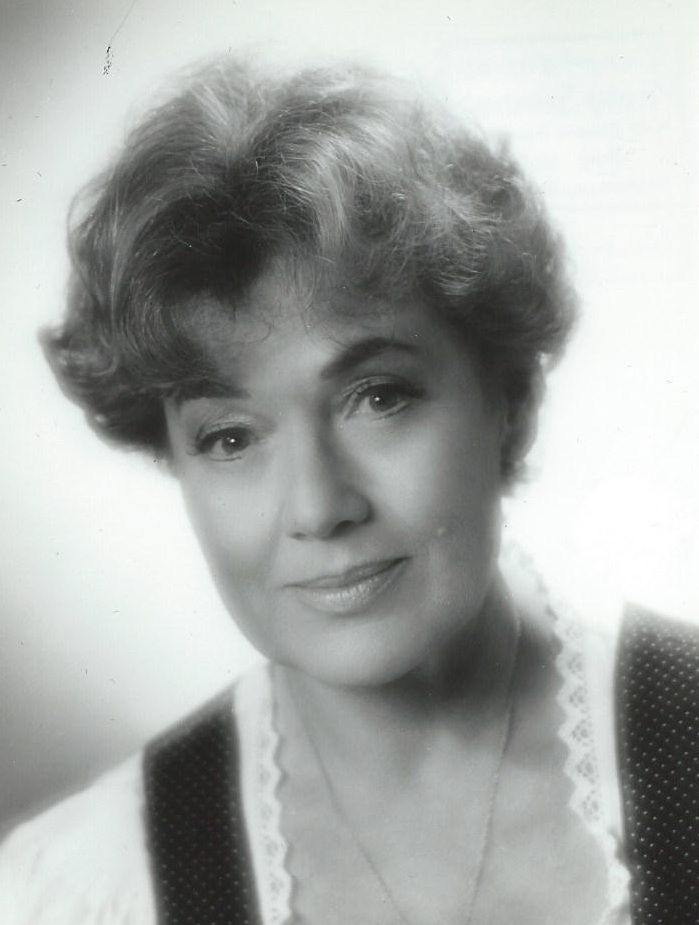
Edith Klinger (1922–2013)

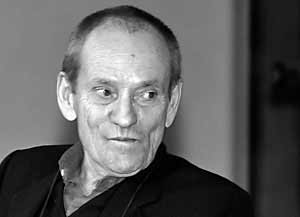
Peter Ensikat (1941–2013)

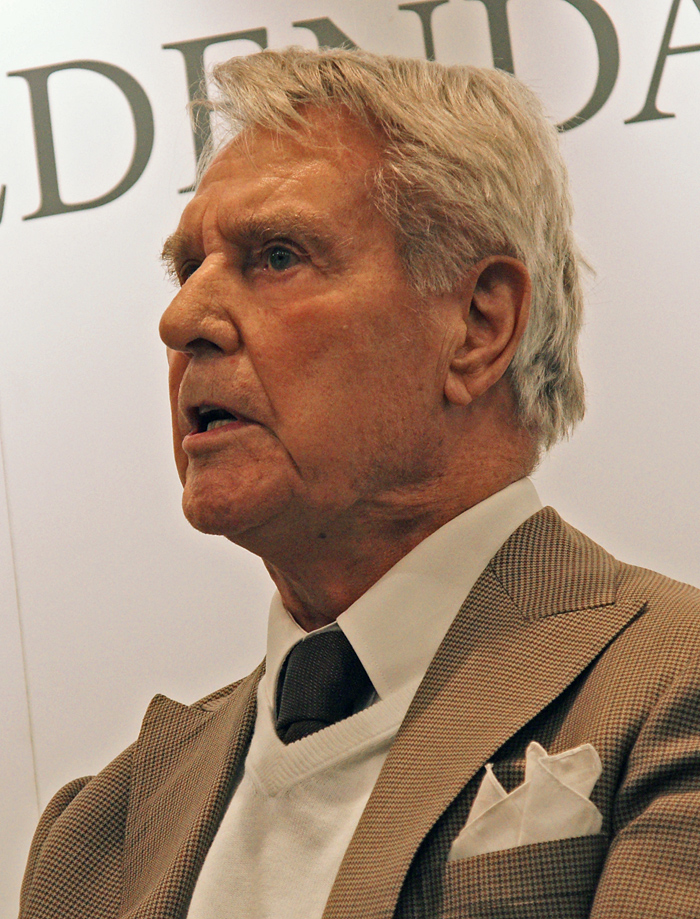
Holger Juul Hansen (1924–2013)

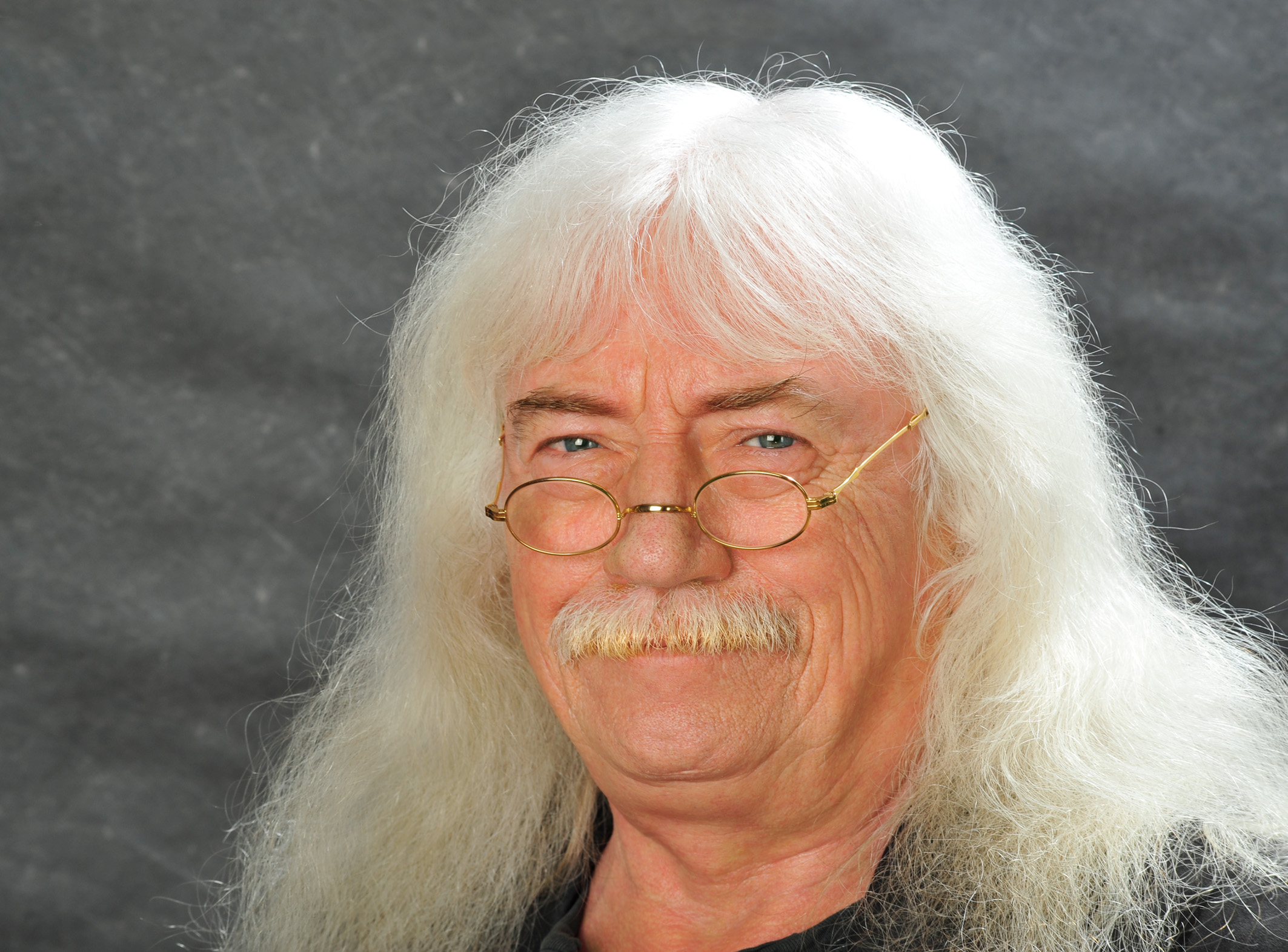
Reinhard Lakomy (1946–2013)

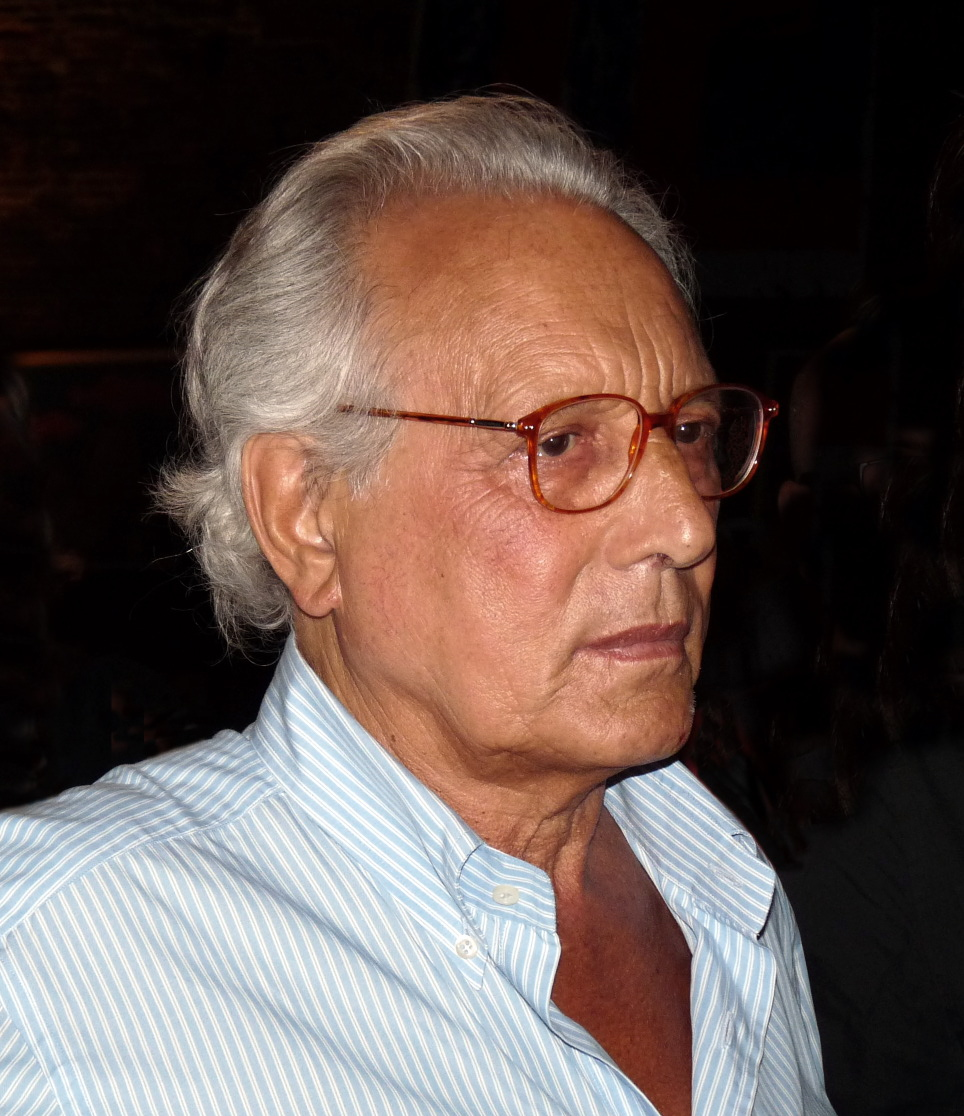
Enzo Jannacci (1935–2013)

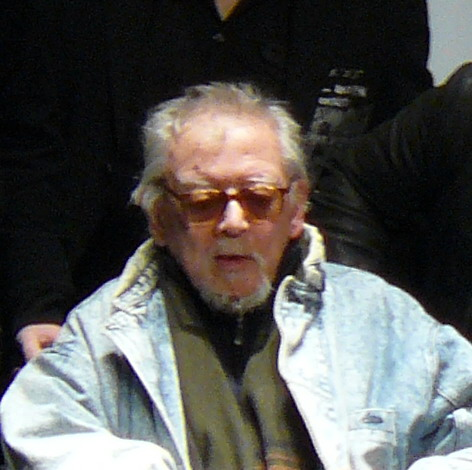
Jess Franco (1930–2013)

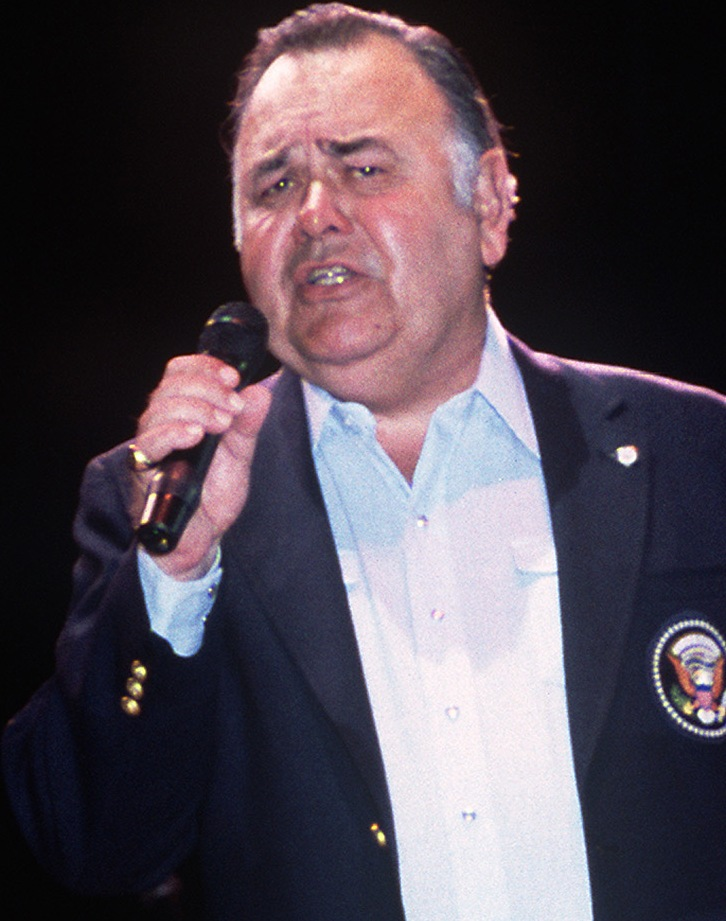
Jonathan Winters (1925–2013)

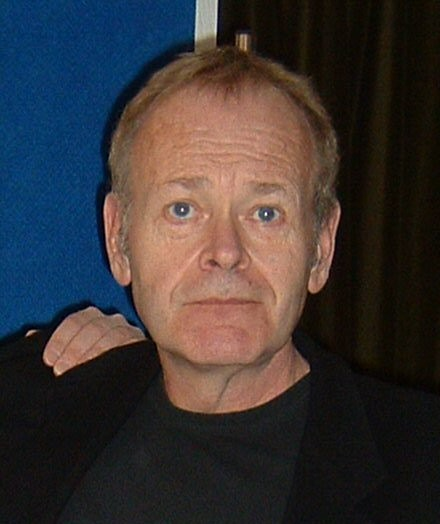
Richard LeParmentier (1946–2013)

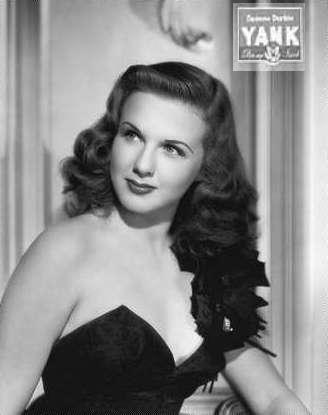
Deanna Durbin (1921–2013)

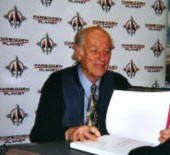
Ray Harryhausen (1920–2013)

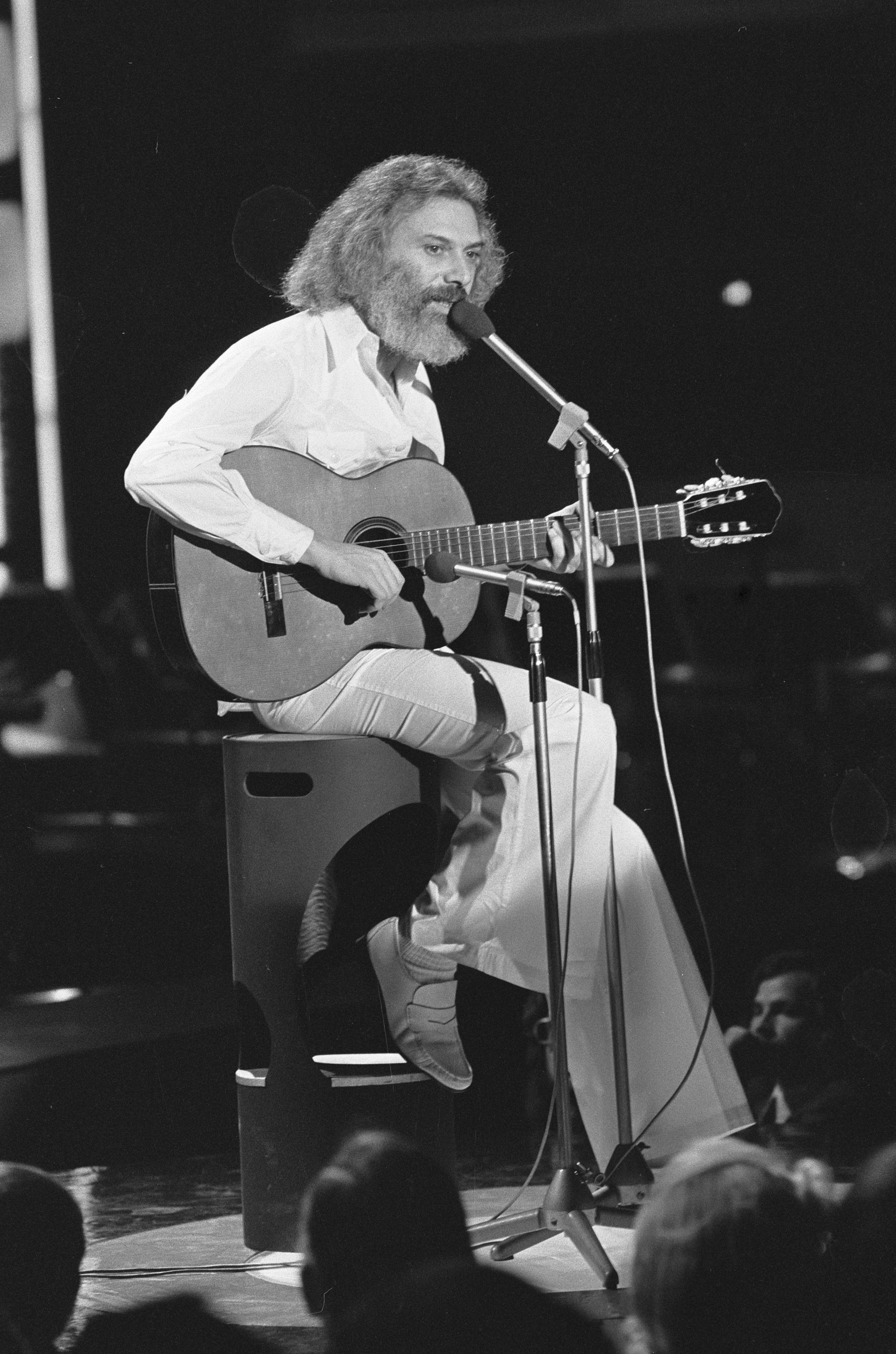
Georges Moustaki (1934–2013)

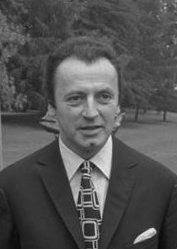
Eddi Arent (1925–2013)

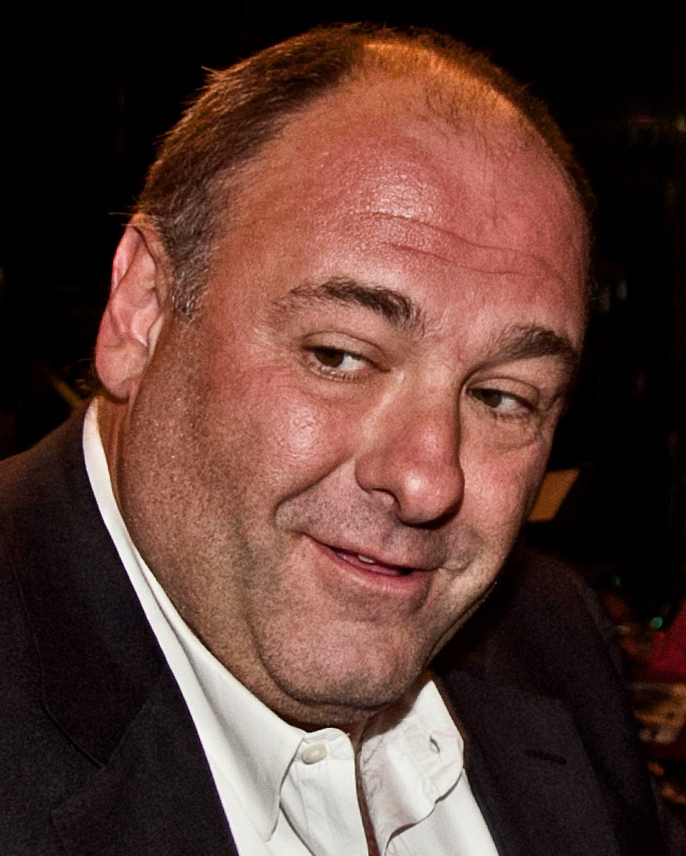
James Gandolfini (1961–2013)

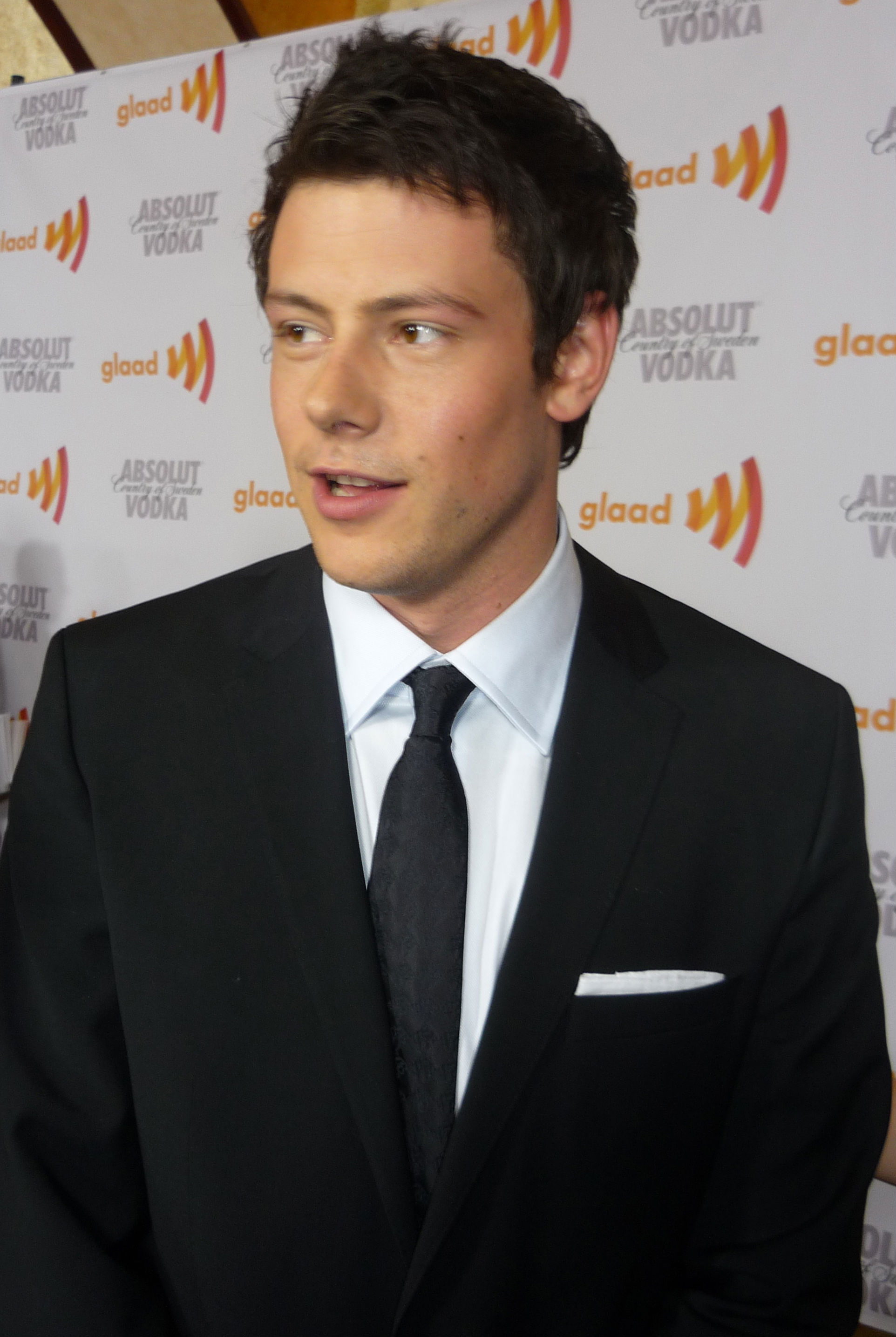
Cory Monteith (1982–2013)

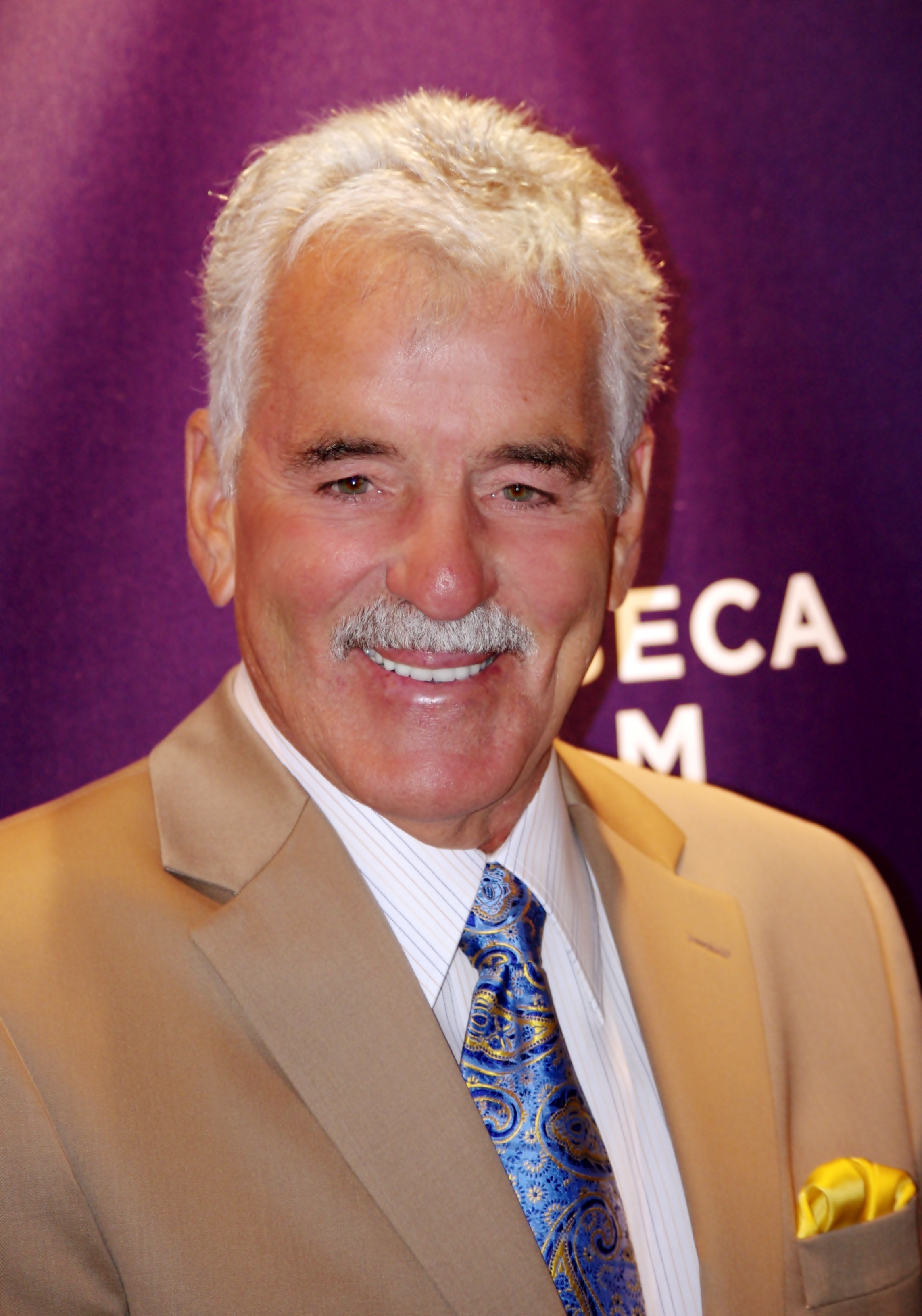
Dennis Farina (1944–2013)

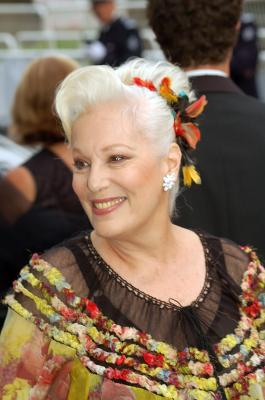
Bernadette Lafont (1938–2013)

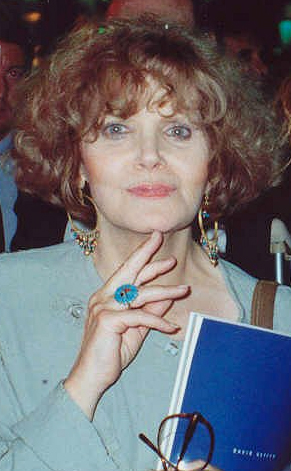
Eileen Brennan (1932–2013)

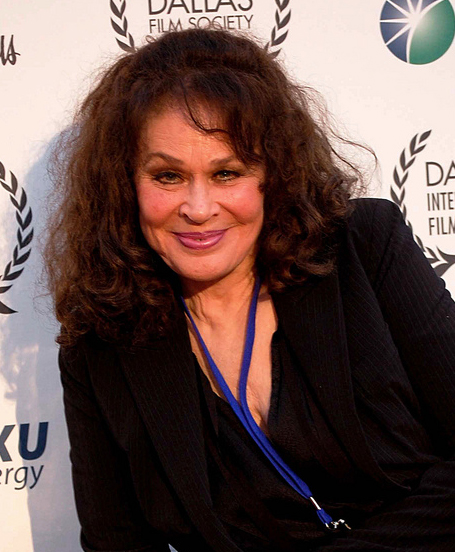
Karen Black (1939–2013)

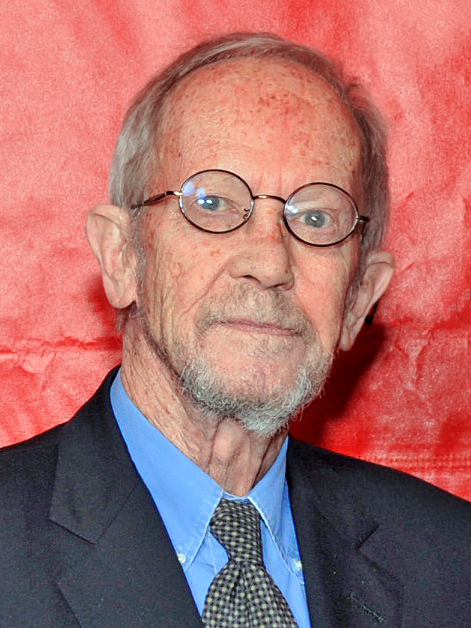
Elmore Leonard (1925–2013)

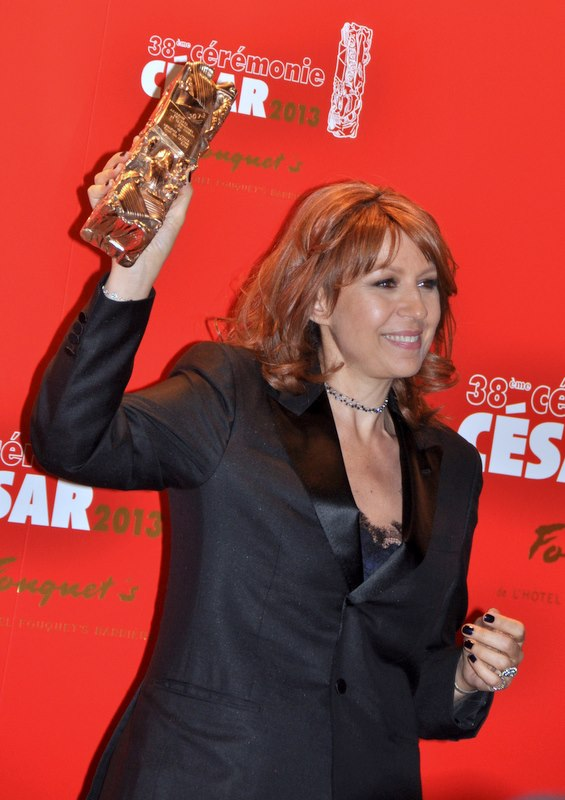
Valérie Benguigui (1965–2013)

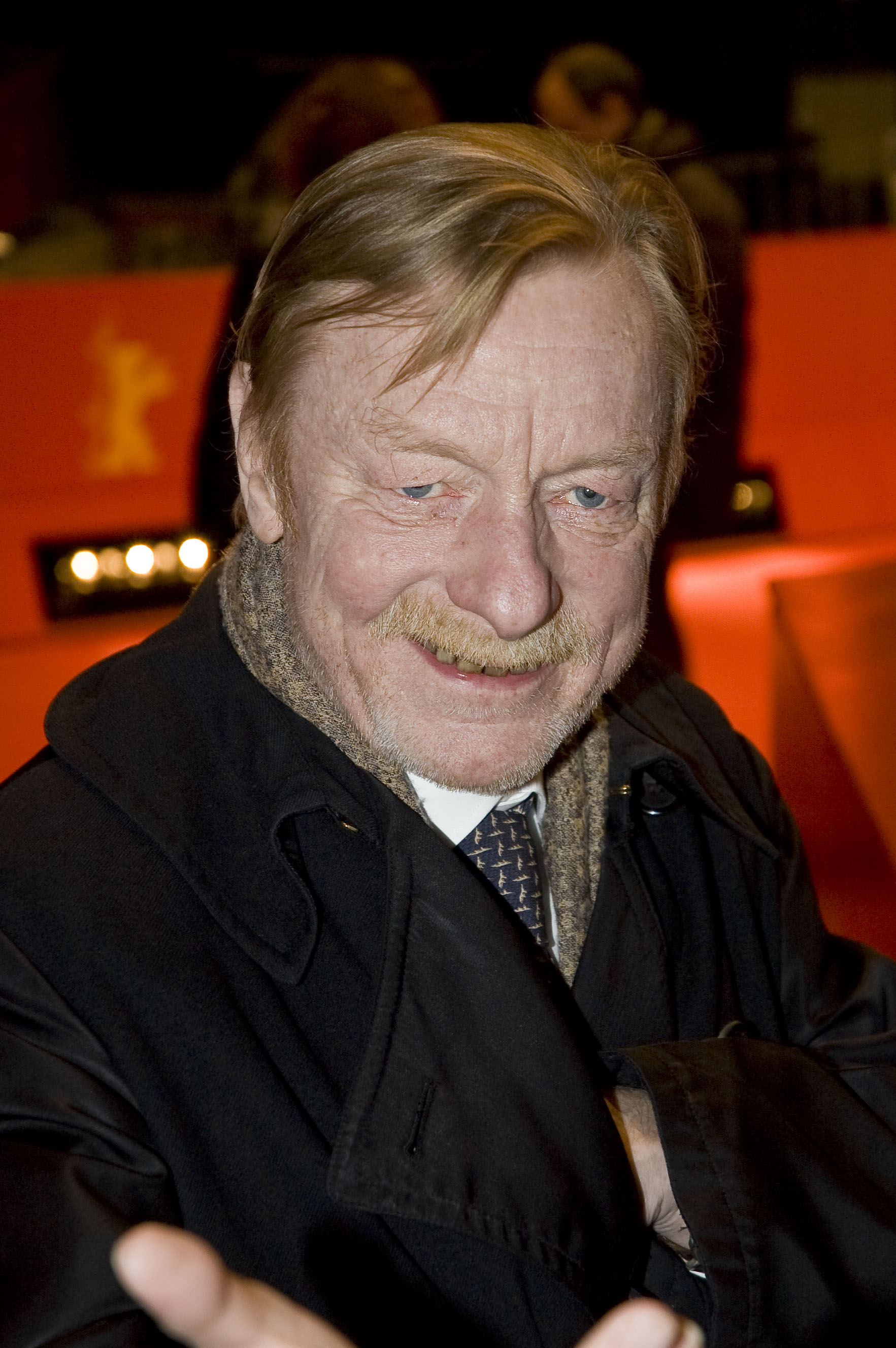
Otto Sander (1941–2013)

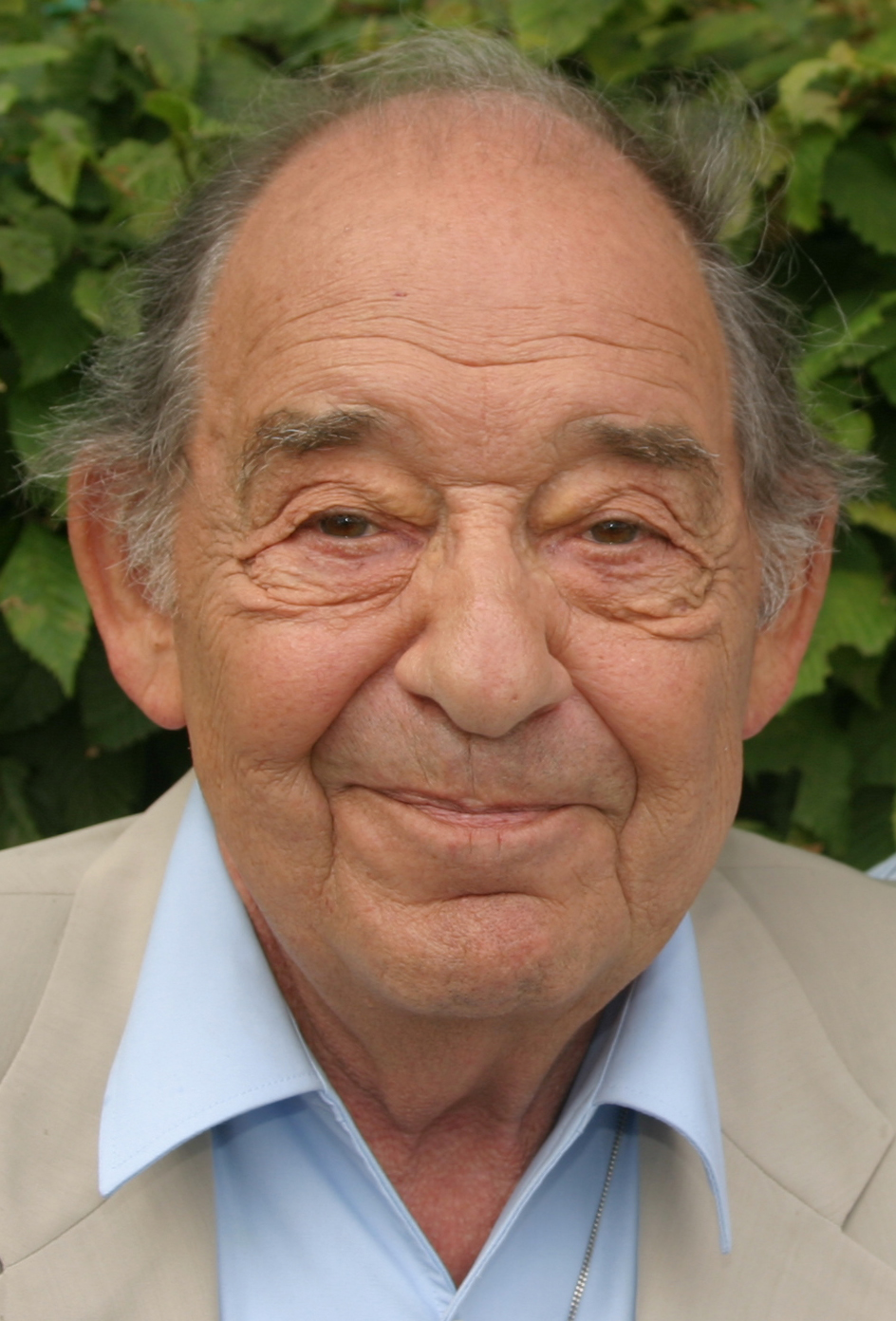
Paul Kuhn (1928–2013)

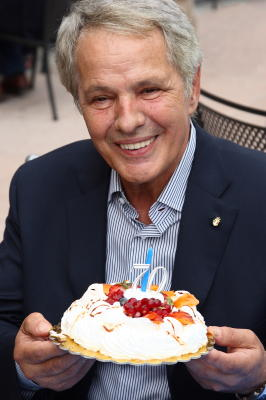
Giuliano Gemma (1938–2013)

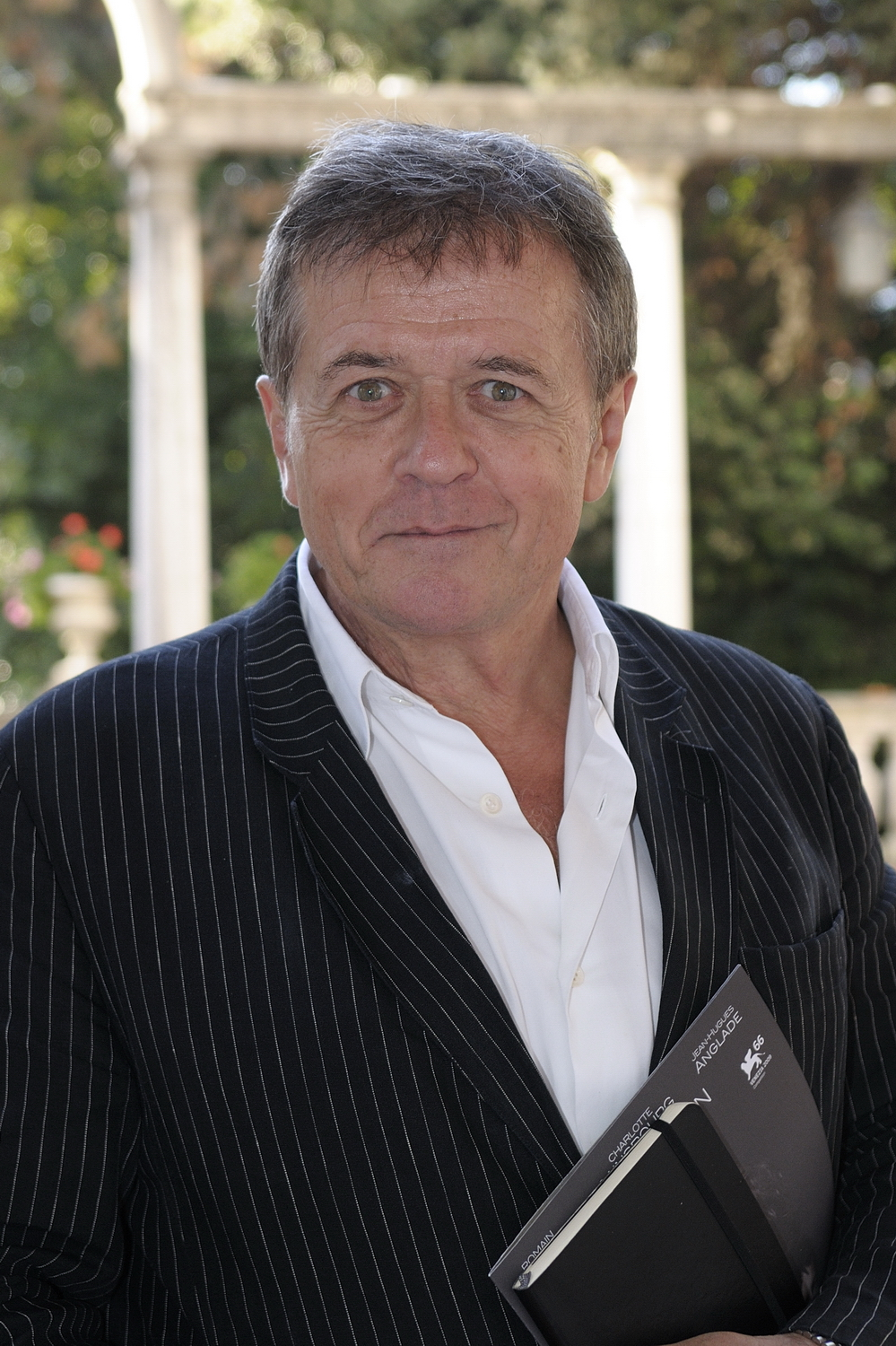
Patrice Chéreau (1944–2013)

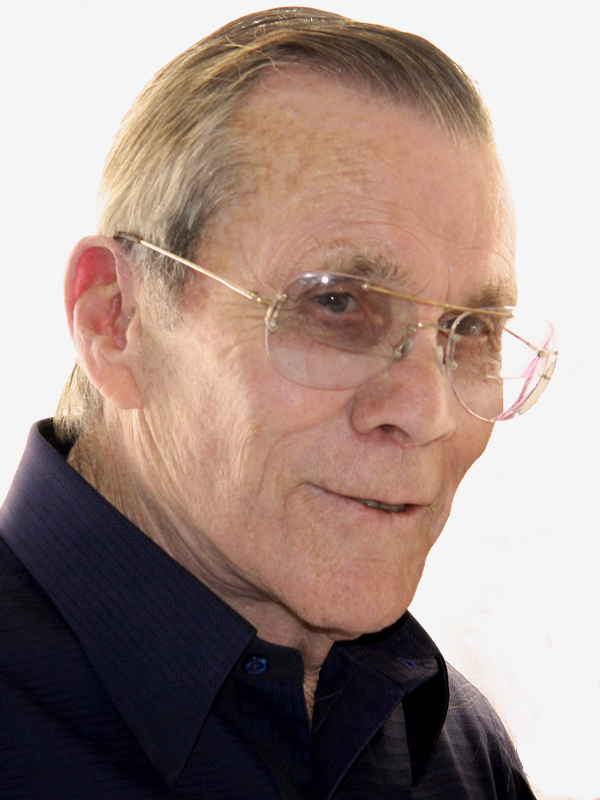
Hal Needham (1931–2013)

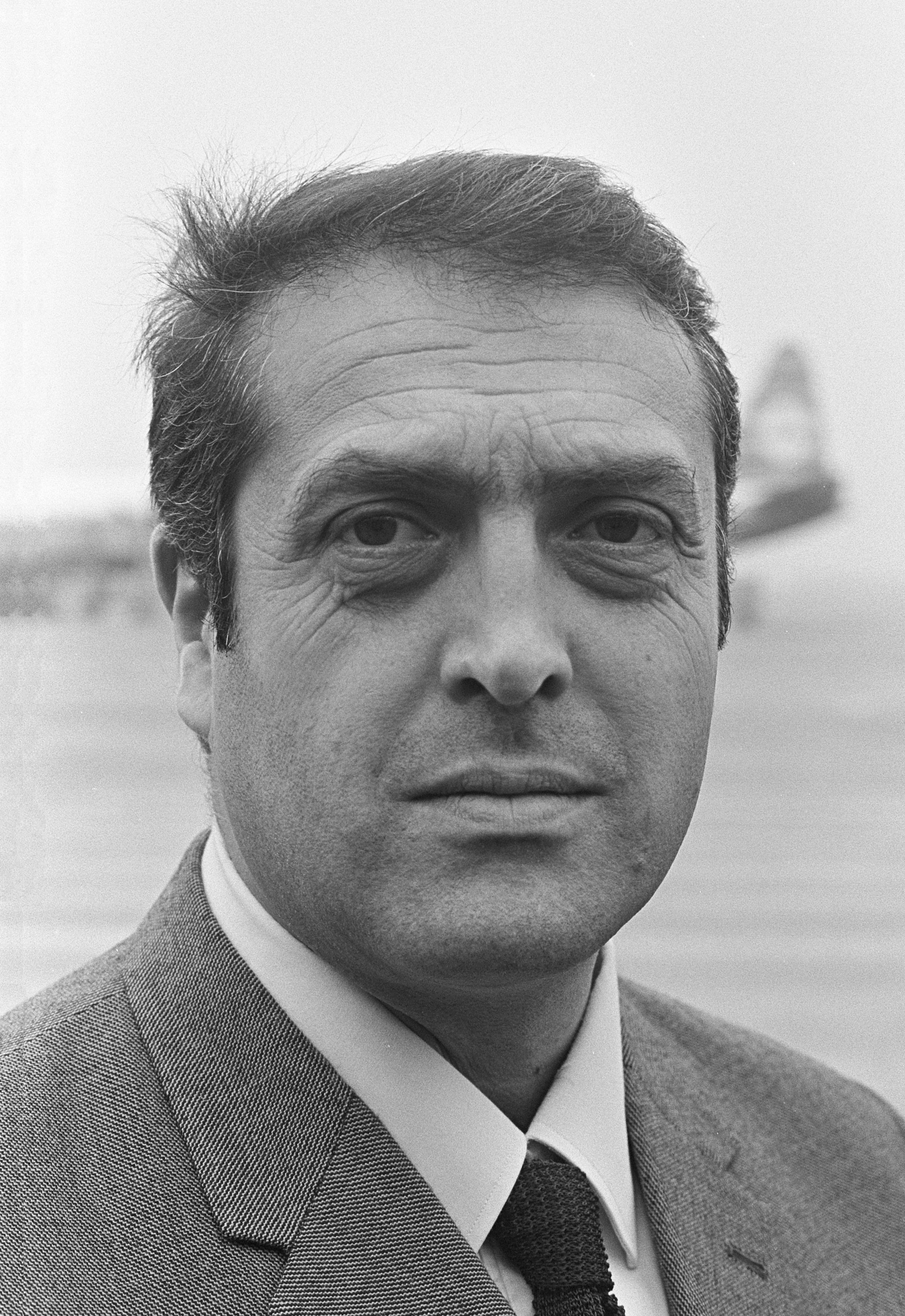
Georges Lautner (1926–2013)

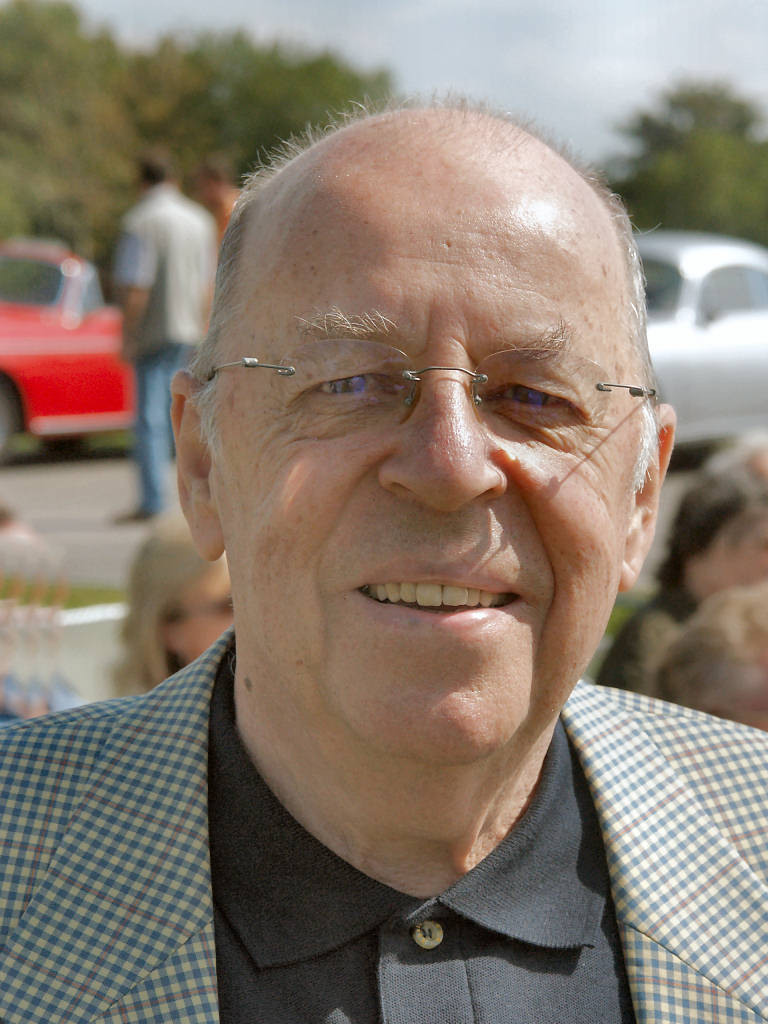
Chris Howland (1928–2013)

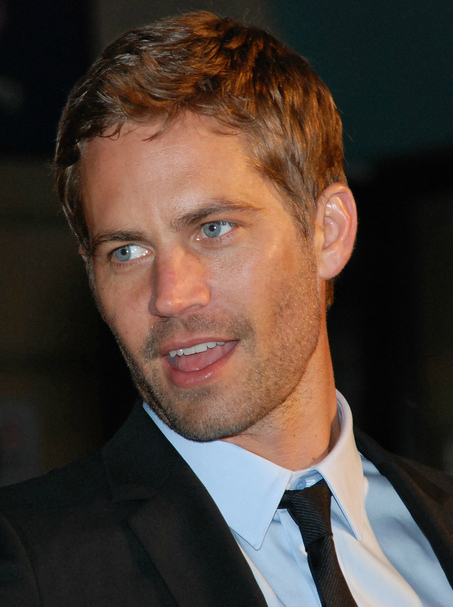
Paul Walker (1973–2013)

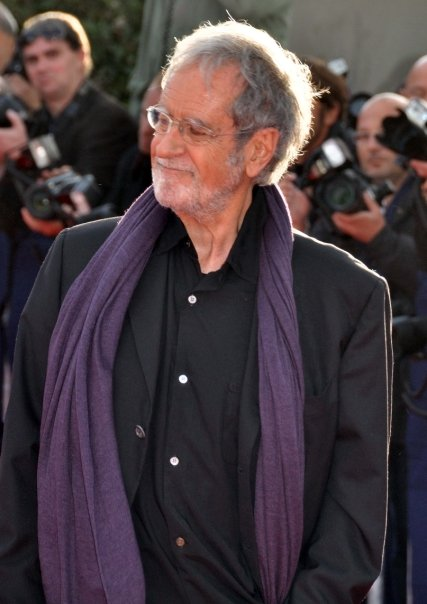
Édouard Molinaro (1928–2013)

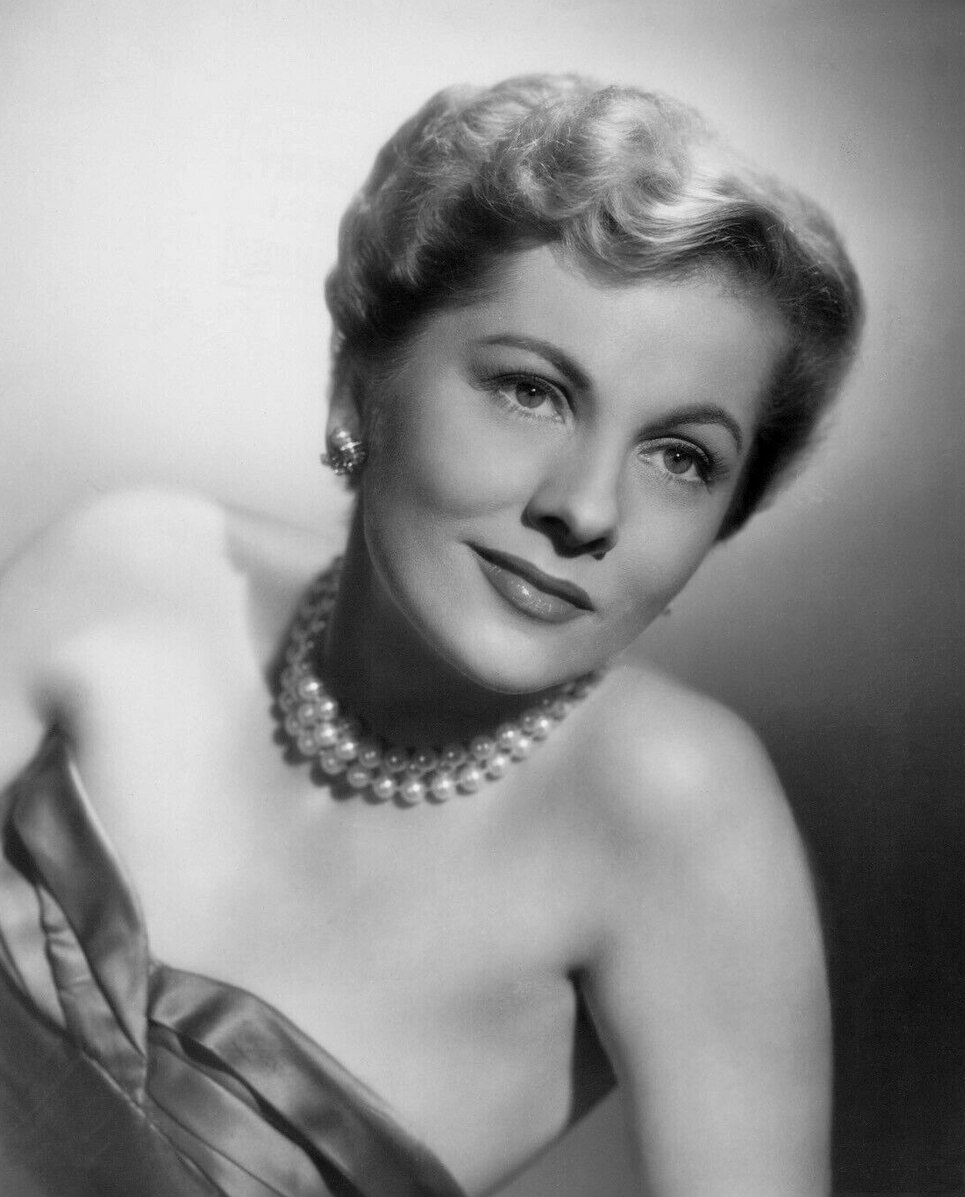
Joan Fontaine (1917–2013)

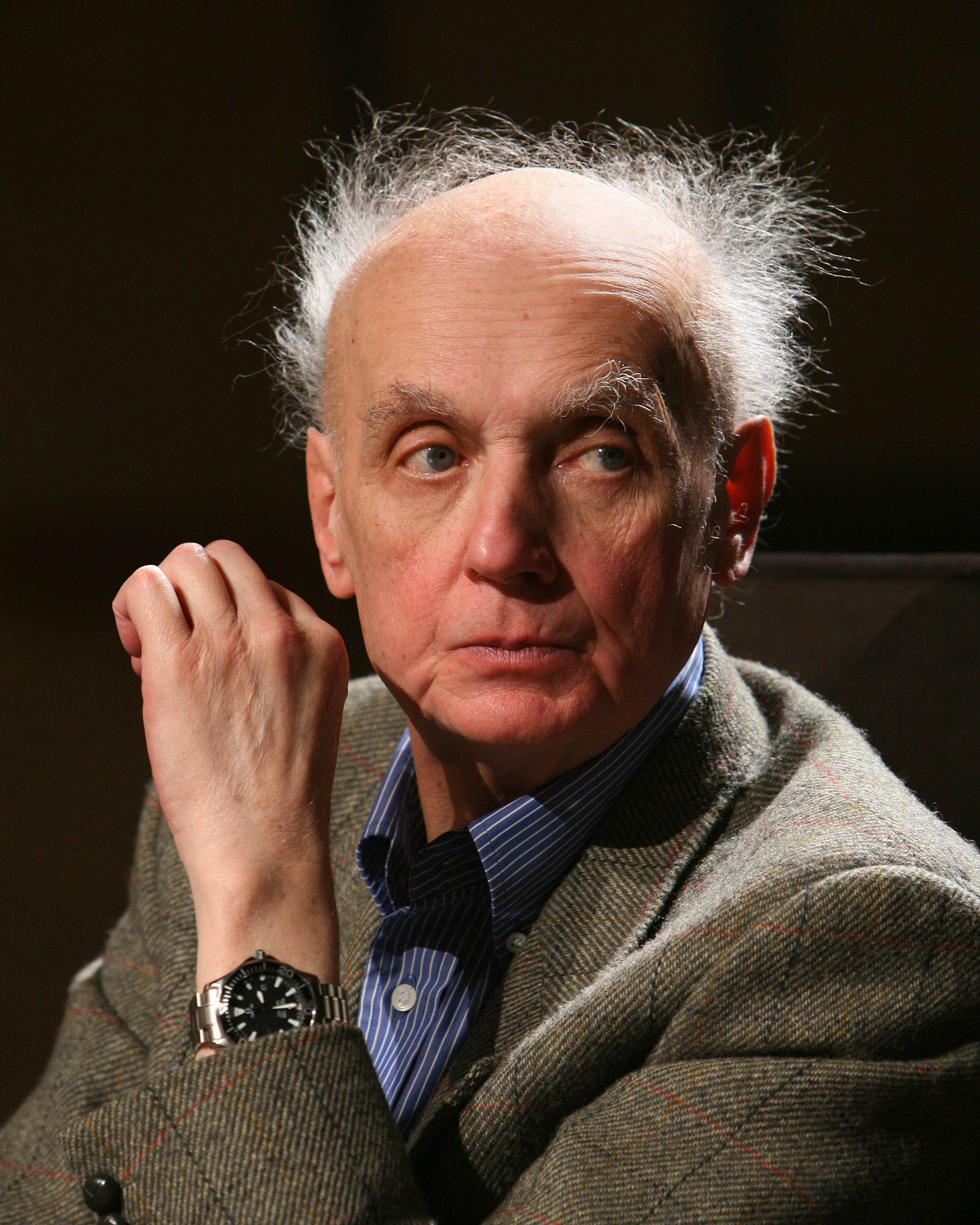
Wojciech Kilar (1932–2013)

- 01. Januar: Patti Page, US-amerikanische Sängerin und Schauspielerin (* 1927)
- 01. Januar: Barbara Werle, US-amerikanische Schauspielerin und Tänzerin (* 1928)
- 02. Januar: Zaharira Harifai, israelische Schauspielerin (* 1929)
- 03. Januar: Elmar Gunsch, österreichischer Moderator und Schauspieler (* 1931)
- 03. Januar: Sergiu Nicolaescu, rumänischer Schauspieler und Regisseur (* 1930)
- 03. Januar: Patty Shepard, US-amerikanische Schauspielerin (* 1945)
- 04. Januar: Bhanumati Devi, indische Schauspielerin (* 1934)
- 04. Januar: Thomas Holtzmann, deutscher Schauspieler (* 1927)
- 04. Januar: Tony Lip, US-amerikanischer Schauspieler (* 1930)
- 05. Januar: T. S. Cook, US-amerikanischer Drehbuchautor und Produzent (* 1947)
- 06. Januar: Gerhard Fieber, deutscher Animator, Regisseur und Produzent (* 1916)
- 06. Januar: Bart Van den Bossche, belgischer Moderator und Schauspieler (* 1964)
- 07. Januar: David R. Ellis, US-amerikanischer Regisseur und Stuntman (* 1952)
- 07. Januar: Jiřina Jirásková, tschechische Schauspielerin (* 1931)
- 09. Januar: Antonello Aglioti, italienischer Regisseur und Kostümbildner (* 1948)
- 10. Januar: Peter Fitz, deutscher Schauspieler (* 1931)
- 10. Januar: George Gruntz, schweizerischer Komponist (* 1932)
- 10. Januar: Luigi Kuveiller, italienischer Kameramann (* 1927)
- 11. Januar: Mariangela Melato, italienische Schauspielerin (* 1941)
- 11. Januar: Corinne Jacker, US-amerikanische Dramatikerin und Drehbuchautorin (* 1933)
- 11. Januar: Billy Varga, US-amerikanischer Ringer und Schauspieler (* 1919)
- 12. Januar: Edward C. Kurtz Jr., US-amerikanischer Dokumentarfilmer (* 1946)
- 12. Januar: Anna Lizaran, spanische Schauspielerin (* 1944)
- 13. Januar: Bille Brown, australischer Schauspieler (* 1952)
- 13. Januar: Hans-Joachim Recknitz, deutscher Schauspieler (* 1931)
- 14. Januar: Conrad Bain, kanadisch-amerikanischer Schauspieler (* 1923)
- 15. Januar: Nagisa Ōshima, japanischer Regisseur (* 1932)
- 16. Januar: Perrette Pradier, französische Schauspielerin (* 1938)
- 16. Januar: Peter Gehrig, deutscher Dokumentarfilmer (* 1935)
- 17. Januar: Fernando Guillén, spanischer Schauspieler (* 1931)
- 17. Januar: Louise Martini, österreichische Schauspielerin (* 1931)
- 17. Januar: Robert Quibel, französischer Komponist (* 1927)
- 17. Januar: Rolf Alexander Wilhelm, deutscher Komponist (* 1927)
- 19. Januar: Steven Muller, US-amerikanischer Schauspieler (* 1927)
- 20. Januar: Steffen Kuchenreuther, deutscher Produzent (* 1947)
- 21. Januar: Michael Winner, britischer Regisseur und Drehbuchautor (* 1935)
- 22. Januar: Lucyna Winnicka, polnische Schauspielerin (* 1928)
- 23. Januar: Janice Knickrehm, US-amerikanische Schauspielerin (* 1925)
- 23. Januar: Alex Koenigsmark, tschechischer Schriftsteller und Drehbuchautor (* 1944)
- 23. Januar: Veit Relin, österreichischer Schauspieler, Drehbuchautor und Regisseur (* 1926)
- 24. Januar: Ulrich Heising, deutscher Regisseur (* 1941)
- 25. Januar: Karlheinz Brunnemann, deutscher Fernsehproduzent und Synchronsprecher (* 1927)
- 25. Januar: Normand Corbeil, kanadischer Komponist (* 1956)
- 25. Januar: Wolf Euba, deutscher Schauspieler (* 1934)
- 25. Januar: Lloyd Phillips, neuseeländischer Produzent (* 1949)
- 29. Januar: Erwin Dumbrille, US-amerikanischer Filmeditor (* 1930)
- 29. Januar: Joachim Engel-Denis, deutscher Schauspieler und Regisseur (* 1933)
- 29. Januar: Bernard Horsfall, britischer Schauspieler (* 1930)
- 29. Januar: Garrett Lewis, US-amerikanischer Schauspieler und Szenenbildner (* 1935)
- 30. Januar: Patty Andrews, US-amerikanische Sängerin und Schauspielerin (* 1918)

Februar
- 01. Februar: Robin Sachs, britischer Schauspieler (* 1951)
- 02. Februar: John Kerr, US-amerikanischer Schauspieler (* 1931)
- 03. Februar: Peter Gilmore, britischer Schauspieler (* 1931)
- 03. Februar: Árpád Miklós, ungarischer Pornodarsteller (* 1967)
- 05. Februar: Stuart Freeborn, britischer Maskenbildner (* 1914)
- 05. Februar: Gerry Hambling, britischer Filmeditor (* 1926)
- 06. Februar: Gudrun Genest, deutsche Schauspielerin (* 1914)
- 07. Februar: Klaus Munro, deutscher Komponist und Drehbuchautor (* 1927)
- 07. Februar: Peter Steen, dänischer Schauspieler (* 1936)
- 07. Februar: Jochen-Wolfgang Meyn, deutscher Schauspieler und Hörspielsprecher (* 1932)
- 08. Februar: Zita Hitz, deutsche Schauspielerin (* 1925)
- 08. Februar: Friedrich Schenker, deutscher Komponist (* 1942)
- 08. Februar: Alan Sharp, britischer Drehbuchautor (* 1934)
- 10. Februar: Petro Vlahos, US-amerikanischer Filmtechniker (* 1916)
- 12. Februar: Horst Mendelsohn, deutscher Film- und Theaterschauspieler (* 1930)
- 13. Februar: Stefan Wigger, deutscher Schauspieler (* 1932)
- 14. Februar: Richard J. Collins, US-amerikanischer Drehbuchautor und Fernsehproduzent (* 1914)
- 15. Februar: Todor Kolew, bulgarischer Schauspieler (* 1939)
- 16. Februar: Enio Girolami, italienischer Schauspieler (* 1935)
- 16. Februar: Harald Siepermann, deutscher Animator (* 1962)
- 16. Februar: Marifé de Triana, spanische Sängerin und Schauspielerin (* 1936)
- 17. Februar: Richard Briers, britischer Schauspieler (* 1934)
- 18. Februar: Jean Collomb, französischer Kameramann und Kurzfilmregisseur (* 1922)
- 18. Februar: Elspet Jean Gray, Baroness Rix, britische Schauspielerin (* 1929)
- 18. Februar: Chieko Honda, japanische Synchronsprecherin (* 1963)
- 19. Februar: Eva Bergh, norwegische Schauspielerin (* 1926)
- 19. Februar: Park Chul-soo, südkoreanischer Regisseur (* 1948)
- 19. Februar: Joaquín Cordero, mexikanischer Schauspieler (* 1922)
- 19. Februar: Lou Myers, US-amerikanischer Schauspieler (* 1935)
- 21. Februar: Bob Godfrey, britischer Animator, Produzent und Regisseur (* 1921)
- 22. Februar: Egon Schlegel, deutscher Regisseur, Drehbuchautor und Schauspieler (* 1938)
- 23. Februar: Edith Behleit, deutsche Schauspielerin (* 1931)
- 24. Februar: Ib Hansen, dänischer Opernsänger und Schauspieler (* 1928)
- 24. Februar: Michael Lenz, deutscher Schauspieler und Synchronsprecher (* 1930)
- 27. Februar: María Asquerino, spanische Schauspielerin (* 1925)
- 27. Februar: Dale Robertson, US-amerikanischer Schauspieler (* 1923)
- 27. Februar: David Dewaele, französischer Schauspieler (* 1976)
- 28. Februar: Armando Trovajoli, italienischer Komponist (* 1917)

März
- 01. März: Campbell Armstrong, britischer Schriftsteller und Drehbuchautor (* 1944)
- 01. März: Helga Keller, israelische Filmeditorin und Medienwissenschaftlerin (* 1921)
- 03. März: Herz Frank, lettischer Dokumentarfilmer (* 1926)
- 03. März: Müslüm Gürses, türkischer Schauspieler (* 1953)
- 04. März: Michael D. Moore, kanadisch-US-amerikanischer Schauspieler und Regisseur (* 1914)
- 04. März: Jérôme Savary, französischer Regisseur, Schauspieler und Autor (* 1942)
- 04. März: Fran Warren, US-amerikanische Schauspielerin (* 1926)
- 05. März: Dieter Pfaff, deutscher Schauspieler (* 1947)
- 06. März: Andrei Panin, russischer Schauspieler und Regisseur (* 1962)
- 07. März: Kenny Ball, britischer Schauspieler (* 1930)
- 07. März: Sybil Christopher, britische Schauspielerin (* 1929)
- 07. März: Damiano Damiani, italienischer Regisseur und Drehbuchautor (* 1922)
- 08. März: Isidro Novellas, spanischer Schauspieler (* 1922)
- 11. März: Brij Mohan Vyas, indischer Schauspieler (* 1920)
- 13. März: Rosemarie Fendel, deutsche Schauspielerin und Synchronsprecherin (* 1927)
- 13. März: Rolf Schult, deutscher Schauspieler und Synchronsprecher (* 1927)
- 13. März: Malachi Throne, US-amerikanischer Schauspieler (* 1928)
- 14. März: Edith Klinger, österreichische Schauspielerin (* 1922)
- 14. März: Norman Collier, britischer Komiker (* 1925)
- 15. März: Regine Albrecht, deutsche Schauspielerin und Synchronsprecherin (* 1948)
- 15. März: Terry Lightfoot, britischer Schauspieler (* 1935)
- 16. März: Trond Brænne, norwegischer Schauspieler (* 1953)
- 16. März: Olivier Mauffroy, französischer Filmeditor (* 1957)
- 16. März: Frank Thornton, britischer Schauspieler (* 1921)
- 17. März: Rosine Delamare, französische Kostümbildnerin (* 1911)
- 18. März: Henry Bromell, US-amerikanischer Drehbuchautor und Regisseur (* 1947)
- 18. März: Peter Ensikat, deutscher Schauspieler und Drehbuchautor (* 1941)
- 18. März: Myriam Palacios, chilenische Schauspielerin (* 1936)
- 19. März: Holger Juul Hansen, dänischer Schauspieler (* 1924)
- 19. März: Lori March, US-amerikanische Schauspielerin (* 1923)
- 19. März: Valentino Macchi, italienischer Schauspieler (* 1937)
- 19. März: Irina Petrescu, rumänische Schauspielerin (* 1941)
- 19. März: Harry Reems, US-amerikanischer Pornodarsteller (* 1947)
- 20. März: Risë Stevens, US-amerikanische Schauspielerin (* 1913)
- 20. März: Hannelore Mabry, deutsche Autorin, Schauspielerin und Synchronsprecherin (* 1930)
- 22. März: Gerardo Gandini, argentinischer Komponist (* 1936)
- 23. März: Norman Palmer, US-amerikanischer Filmeditor (* 1918)
- 23. März: Hans-Joachim Heyse, deutscher Regisseur und Schauspieler (* 1929)
- 23. März: Reinhard Lakomy, deutscher Komponist (* 1946)
- 25. März: Jean-Marc Roberts, französischer Drehbuchautor (* 1951)
- 26. März: Jerzy Nowak, polnischer Schauspieler (* 1923)
- 26. März: Julian Middendorf, deutscher Schauspieler (* 1978)
- 26. März: Nikolai Jewgenjewitsch Sorokin, russischer Schauspieler und Regisseur (* 1952)
- 27. März: Elvira Cervera, kubanische Schauspielerin (* 1923)
- 27. März: Fay Kanin, US-amerikanische Drehbuchautorin (* 1917)
- 27. März: Heinz Funk, deutscher Komponist (* 1915)
- 27. März: Elisabet Woska, österreichische Schauspielerin (* 1938)
- 28. März: Jean-Paul Bonnaire, französischer Schauspieler (* 1943)
- 28. März: Richard Griffiths, britischer Schauspieler (* 1947)
- 29. März: Enzo Jannacci, italienischer Sänger und Komponist (* 1935)
- 30. März: Brian Ackland-Snow, britischer Produktionsdesigner (* 1940)
- 30. März: Waleri Sergejewitsch Solotuchin, russischer Schauspieler (* 1941)
- 30. März: Franco Califano, italienischer Komponist und Schauspieler (* 1938)

### April bis Juni
April
- 02. April: Jess Franco, spanischer Regisseur, Drehbuchautor und Schauspieler (* 1930)
- 02. April: Milo O’Shea, irischer Schauspieler (* 1926)
- 02. April: Jane Henson, US-amerikanische Puppenspielerin (* 1934)
- 03. April: Ruth Prawer Jhabvala, britische Drehbuchautorin (* 1927)
- 03. April: Sven Lehmann, deutscher Schauspieler (* 1965)
- 03. April: Jean Sincere, US-amerikanische Schauspielerin (* 1919)
- 03. April: Harry Leupold, deutscher Szenen- und Bühnenbildner (* 1928)
- 04. April: Roger Ebert, US-amerikanischer Kritiker (* 1942)
- 04. April: Besedka Johnson, US-amerikanische Schauspielerin (* 1925)
- 05. April: Regina Bianchi, italienische Schauspielerin (* 1921)
- 06. April: Bigas Luna, spanischer Regisseur und Drehbuchautor (* 1946)
- 07. April: Les Blank, US-amerikanischer Dokumentarfilmer (* 1935)
- 07. April: Wera Küchenmeister, deutsche Drehbuchautorin (* 1929)
- 07. April: Mickey Rose, US-amerikanischer Drehbuchautor (* 1935)
- 08. April: Sara Montiel, spanische Schauspielerin (* 1928)
- 08. April: Richard Brooker, britischer Stuntman, Schauspieler und Regisseur (* 1954)
- 08. April: Annette Funicello, US-amerikanische Schauspielerin (* 1942)
- 09. April: Wolf-Dieter Panse, deutscher Schauspieler und Regisseur (* 1930)
- 11. April: Eralp Uzun, deutscher Schauspieler (* 1981)
- 11. April: Jonathan Winters, US-amerikanischer Schauspieler (* 1925)
- 12. April: Michael France, US-amerikanischer Drehbuchautor (* 1962)
- 13. April: Frank Bank, US-amerikanischer Schauspieler (* 1942)
- 15. April: Richard LeParmentier, US-amerikanischer Schauspieler und Drehbuchautor (* 1946)
- 17. April: Deanna Durbin, US-amerikanische Schauspielerin (* 1921)
- 18. April: Elisabeth Scherer, deutsche Schauspielerin (* 1914)
- 18. April: Jacqueline Veuve, schweizerische Dokumentarfilmerin (* 1930)
- 19. April: Allan Arbus, US-amerikanischer Schauspieler (* 1918)
- 22. April: Vivi Bach, dänische Schauspielerin (* 1939)
- 25. April: Johnny Lockwood, britisch-australischer Schauspieler (* 1920)
- 26. April: Jacqueline Brookes, US-amerikanische Schauspielerin (* 1930)
- 27. April: Aída Bortnik, argentinische Drehbuchautorin (* 1938)
- 27. April: Trudi Gerster, schweizerische Schauspielerin (* 1919)
- 28. April: Jack Shea, US-amerikanischer Regisseur (* 1928)
- 30. April: Mike Gray, US-amerikanischer Drehbuchautor und Produzent (* 1935)

Mai
- 02. Mai: Selma Urfer, schweizerisch-deutsche Schauspielerin (* 1928)
- 04. Mai: Heinz-Theo Branding, deutscher Schauspieler und Synchronsprecher (* 1928)
- 04. Mai: Mario Machado, US-amerikanischer Schauspieler und Fernseh-Reporter (* 1935)
- 07. Mai: Ray Harryhausen, US-amerikanischer Tricktechniker (* 1920)
- 07. Mai: Mato Ergović, kroatischer Schauspieler (* 1927)
- 07. Mai: Lotte Koch, deutsche Schauspielerin (* 1913)
- 08. Mai: Jeanne Cooper, US-amerikanische Schauspielerin (* 1928)
- 08. Mai: Bryan Forbes, britischer Regisseur, Drehbuchautor und Schauspieler (* 1926)
- 08. Mai: Taylor Mead, US-amerikanischer Schauspieler und Experimentalfilmer (* 1924)
- 08. Mai: Peter Sehr, deutscher Regisseur (* 1951)
- 09. Mai: Alfredo Landa, spanischer Schauspieler (* 1933)
- 09. Mai: David Campling, britisch-US-amerikanischer Filmeditor (* 1939/1940)
- 12. Mai: Horst Königstein, deutscher Regisseur und Drehbuchautor (* 1945)
- 13. Mai: Bořík Procházka, tschechischer Schauspieler (* 1930)
- 17. Mai: Alan O’Day, US-amerikanischer Sänger, Songschreiber und Komponist (* 1940)
- 18. Mai: Alexei Balabanow, russischer Regisseur (* 1959)
- 18. Mai: Steve Forrest, US-amerikanischer Schauspieler (* 1925)
- 18. Mai: Robert Ménégoz, französischer Regisseur und Drehbuchautor (* 1926)
- 21. Mai: Peter Przybylski, deutscher Kameramann (* 1967)
- 22. Mai: Henri Dutilleux, französischer Komponist (* 1916)
- 23. Mai: Georges Moustaki, französischer Komponist (* 1934)
- 24. Mai: Pjotr Todorowski, russischer Regisseur und Drehbuchautor (* 1925)
- 24. Mai: Françoise Blanchard, französische Schauspielerin (* 1954)
- 26. Mai: Hildegard Krekel, deutsche Schauspielerin und Synchronsprecherin (* 1952)
- 27. Mai: Urs Heß, schweizerischer Jugendfilmschauspieler (* 1940)
- 27. Mai: Little Tony, san-marinesischer Schauspieler (* 1941)
- 28. Mai: Eddi Arent, deutscher Schauspieler (* 1925)
- 28. Mai: Kai Rautenberg, deutscher Komponist (* 1939)
- 29. Mai: Nino Baragli, italienischer Filmeditor (* 1925)
- 29. Mai: Franca Rame, italienische Schauspielerin (* 1929)
- 30. Mai: Rituparno Ghosh, indischer Regisseur (* 1963)
- 31. Mai: Jean Stapleton, US-amerikanische Schauspielerin (* 1923)

Juni
- 01. Juni: William Cartwright, US-amerikanischer Filmeditor (* 1920)
- 03. Juni: Deacon Jones, US-amerikanischer Schauspieler (* 1938)
- 03. Juni: Jiah Khan, indische Schauspielerin (* 1988)
- 03. Juni: Peter Stripp, deutscher Drehbuchautor und Regisseur (* 1935)
- 05. Juni: Katherine Woodville, britische Schauspielerin (* 1938)
- 06. Juni: Esther Williams, US-amerikanische Schauspielerin (* 1921)
- 09. Juni: Elías Querejeta, spanischer Produzent und Drehbuchautor (* 1930)
- 09. Juni: Helga Sasse, deutsche Schauspielerin und Synchronsprecherin (* 1942)
- 10. Juni: Gianni Manera, italienischer Schauspieler und Regisseur (* 1940)
- 10. Juni: Valentin de Vargas, US-amerikanischer Schauspieler (* 1935)
- 12. Juni: Giancarlo Nicotra, italienischer Schauspieler und Regisseur (* 1944)
- 15. Juni: Mikki Jamison, US-amerikanische Schauspielerin (* 1944)
- 15. Juni: Miguel Morayta, spanischer Regisseur und Drehbuchautor (* 1907)
- 16. Juni: Hans Hass, österreichischer Dokumentarfilmer (* 1919)
- 18. Juni: Dave Petitjean, US-amerikanischer Schauspieler (* 1928)
- 19. Juni: Filip Topol, tschechischer Komponist und Songwriter (* 1965)
- 19. Juni: James Gandolfini, US-amerikanischer Schauspieler (* 1961)
- 21. Juni: Diane Clare, britische Schauspielerin (* 1938)
- 22. Juni: Deric Longden, britischer Drehbuchautor (* 1936)
- 23. Juni: Gary David Goldberg, US-amerikanischer Regisseur und Produzent (* 1944)
- 23. Juni: Richard Matheson, US-amerikanischer Drehbuchautor (* 1926)
- 24. Juni: Gigi Rizzi, italienischer Schauspieler (* 1944)
- 26. Juni: Henrik Otto Donner, finnischer Komponist (* 1939)
- 29. Juni: Jim Kelly, US-amerikanischer Schauspieler (* 1946)
- 29. Juni: Victor Lundin, US-amerikanischer Schauspieler (* 1930)
- 30. Juni: Roger Kahane, französischer Regisseur und Drehbuchautor (* 1932)

### Juli bis September
Juli
- 01. Juli: Ulrich Matschoss, deutscher Schauspieler (* 1917)
- 02. Juli: Bengt Hallberg, schwedischer Komponist (* 1932)
- 03. Juli: Karin Andersen, deutsche Schauspielerin (* 1927)
- 03. Juli: Gisela Fritsch, deutsche Schauspielerin und Synchronsprecherin (* 1936)
- 03. Juli: Frank Morriss, US-amerikanischer Filmeditor (* 1927)
- 04. Juli: Javier Artiñano, spanischer Bühnen- und Kostümbildner (* 1942)
- 07. Juli: Joe Conley, US-amerikanischer Schauspieler (* 1928)
- 07. Juli: Anna Wing, britische Schauspielerin (* 1914)
- 11. Juli: Sébastien Grall, französischer Regisseur und Drehbuchautor (* 1953 oder 1954)
- 12. Juli: Elaine Morgan, britische Drehbuchautorin (* 1920)
- 12. Juli: Pran, indischer Schauspieler (* 1920)
- 12. Juli: Ulrik Spies, deutscher Komponist (* 1950)
- 13. Juli: Cory Monteith, kanadischer Schauspieler (* 1982)
- 14. Juli: Dennis Burkley, US-amerikanischer Schauspieler (* 1945)
- 17. Juli: Vincenzo Cerami, italienischer Drehbuchautor (* 1940)
- 17. Juli: Briony McRoberts, britische Schauspielerin (* 1957)
- 19. Juli: Mel Smith, britischer Schauspieler und Regisseur (* 1952)
- 20. Juli: David Spenser, britischer Schauspieler (* 1934)
- 21. Juli: Denys de La Patellière, französischer Regisseur und Drehbuchautor (* 1921)
- 21. Juli: Heinz Meier, deutscher Schauspieler (* 1930)
- 22. Juli: Dennis Farina, US-amerikanischer Schauspieler (* 1944)
- 22. Juli: Valérie Lang, französische Schauspielerin (* 1966)
- 23. Juli: Rona Anderson, britische Schauspielerin (* 1926)
- 24. Juli: Nikos Mamangakis, griechischer Komponist (* 1929)
- 24. Juli: Donald Symington, US-amerikanischer Schauspieler (* 1925)
- 25. Juli: Bernadette Lafont, französische Schauspielerin (* 1938)
- 26. Juli: Klaus Möller, deutscher Drehbuchautor und Produzent (* 1952)
- 27. Juli: Michel Lemoine, französischer Schauspieler und Regisseur (* 1922)
- 28. Juli: Eileen Brennan, US-amerikanische Schauspielerin (* 1932)
- 29. Juli: Jochen Wedegärtner, deutscher Drehbuchautor (* 1942)
- 30. Juli: Guillermo Álvarez Guedes, kubanischer Schauspieler (* 1927)
- 31. Juli: Michael Ansara, US-amerikanischer Schauspieler (* 1922)

August
- 02. August: Barbara Trentham, US-amerikanische Schauspielerin (* 1944)
- 03. August: Dixie Evans, US-amerikanische Schauspielerin (* 1926)
- 05. August: George Duke, US-amerikanischer Komponist (* 1946)
- 05. August: Jonathan Dümcke, deutscher Schauspieler (* 1991)
- 05. August: Willie Dunn, kanadischer Komponist und Regisseur (* 1941)
- 06. August: Lidia Korsakówna, polnische Schauspielerin (* 1934)
- 08. August: Karen Black, US-amerikanische Schauspielerin (* 1939)
- 08. August: Hélène Loiselle, kanadische Schauspielerin (* 1928)
- 10. August: Eydie Gormé, US-amerikanische Schauspielerin (* 1928)
- 10. August: Haji, kanadische Schauspielerin (* 1946)
- 10. August: Kurt Müller-Graf, deutscher Schauspieler (* 1913)
- 11. August: Susanne Düllmann, deutsche Schauspielerin (* 1928)
- 12. August: György Vukán, ungarischer Komponist (* 1941)
- 14. August: Lisa Robin Kelly, US-amerikanische Schauspielerin (* 1970)
- 14. August: Luciano Martino, italienischer Produzent, Drehbuchautor und Regisseur (* 1933)
- 14. August: Jörg Pleva, deutscher Schauspieler und Synchronsprecher (* 1942)
- 15. August: August Schellenberg, kanadischer Schauspieler (* 1936)
- 18. August: Rolv Wesenlund, norwegischer Schauspieler (* 1936)
- 19. August: Carlos Romero Marchent, spanischer Schauspieler (* 1944)
- 19. August: Lee Thompson Young, US-amerikanischer Schauspieler (* 1984)
- 20. August: Elmore Leonard, US-amerikanischer Drehbuchautor (* 1925)
- 20. August: Stephenie McMillan, britische Szenenbildnerin (* 1942)
- 20. August: Ted Post, US-amerikanischer Regisseur (* 1918)
- 23. August: Gilbert Taylor, britischer Kameramann (* 1914)
- 24. August: Vanoye Aikens, US-amerikanischer Schauspieler (* 1917)
- 24. August: Julie Harris, US-amerikanische Schauspielerin (* 1925)
- 25. August: Katja Paryla, deutsche Schauspielerin (* 1940)
- 28. August: Murray Gershenz, US-amerikanischer Schauspieler (* 1922)
- 28. August: Larry Pennell, US-amerikanischer Schauspieler (* 1928)
- 29. August: Norbert Mahler, deutscher Schauspieler und Regisseur (* 1961)
- 30. August: Mirko Boman, kroatischer Schauspieler (* 1926)
- 31. August: Viera Strnisková, slowakische Schauspielerin (* 1929)

September
- 01. September: Ole Ernst, dänischer Schauspieler (* 1940)
- 01. September: Tommy Morrison, US-amerikanischer Boxer und Schauspieler (* 1969)
- 02. September: Valérie Benguigui, französische Schauspielerin (* 1965)
- 03. September: Dirk Alvermann, deutscher Filmemacher (* 1937)
- 03. September: José Ramón Larraz, spanischer Regisseur und Drehbuchautor (* 1929)
- 07. September: Fiammetta Baralla, italienische Schauspielerin (* 1943)
- 07. September: Fred Katz, US-amerikanischer Komponist (* 1919)
- 09. September: Alberto Bevilacqua, italienischer Drehbuchautor und Regisseur (* 1934)
- 09. September: Patricia Blair, US-amerikanische Schauspielerin (* 1933)
- 09. September: Susan Fitzgerald, irische Schauspielerin (* 1949)
- 09. September: Arūnas Žebriūnas, litauischer Regisseur und Drehbuchautor (* 1931)
- 12. September: Ray Dolby, US-amerikanischer Erfinder (* 1933)
- 12. September: William A. Graham, US-amerikanischer Filmregisseur und Filmproduzent (* 1926)
- 12. September: Otto Sander, deutscher Schauspieler und Synchronsprecher (* 1941)
- 16. September: Daniel Díaz Torres, kubanischer Regisseur (* 1948)
- 17. September: Per Goldschmidt, dänischer Schauspieler (* 1943)
- 18. September: Marta Heflin, US-amerikanische Kabarettistin und Schauspielerin (* 1945)
- 18. September: Arthur Lamothe, kanadischer Regisseur und Produzent (* 1928)
- 18. September: Ken Norton, US-amerikanischer Schauspieler (* 1943)
- 18. September: Richard C. Sarafian, US-amerikanischer Regisseur und Produzent (* 1930)
- 19. September: Amidou, marokkanisch-französischer Schauspieler (* 1935)
- 21. September: Michel Brault, kanadischer Kameramann und Regisseur (* 1928)
- 21. September: Roman Vlad, rumänisch-italienischer Komponist (* 1919)
- 22. September: Luciano Vincenzoni, italienischer Drehbuchautor (* 1926)
- 23. September: Annette Kerr, britische Schauspielerin (* 1920)
- 23. September: Paul Kuhn, deutscher Musiker, Komponist und Schauspieler (* 1928)
- 25. September: Cándida López, spanische Schauspielerin (* 1936)
- 25. September: Sven Pippig, deutscher Schauspieler (* 1963)
- 26. September: Mario Montez, US-amerikanischer Schauspieler (* 1935)
- 27. September: John Calvert, US-amerikanischer Schauspieler (* 1911)
- 27. September: Oscar Castro-Neves, brasilianischer Komponist (* 1940)
- 27. September: Tuncel Kurtiz, türkischer Schauspieler (* 1936)
- 28. September: Walter Schmidinger, österreichischer Schauspieler (* 1933)

### Oktober bis Dezember
Oktober
- 01. Oktober: Giuliano Gemma, italienischer Schauspieler (* 1938)
- 02. Oktober: Hilton A. Green, US-amerikanischer Filmproduzent (* 1929)
- 02. Oktober: Raoul Rizik, US-amerikanischer Schauspieler (* 1947)
- 05. Oktober: Carlo Lizzani, italienischer Regisseur, Drehbuchautor, Kritiker und Schauspieler (* 1922)
- 06. Oktober: Paul Rogers, britischer Schauspieler (* 1917)
- 07. Oktober: Patrice Chéreau, französischer Regisseur, Drehbuchautor und Schauspieler (* 1944)
- 08. Oktober: Larry Verne, US-amerikanischer Szenenbildner (* 1936)
- 09. Oktober: Norma Bengell, brasilianische Schauspielerin und Regisseurin (* 1935)
- 10. Oktober: Daniel Duval, französischer Schauspieler und Regisseur (* 1944)
- 11. Oktober: Klaus Behrendt, deutscher Schauspieler (* 1920)
- 11. Oktober: Pierre Massimi, französischer Schauspieler (* 1935)
- 12. Oktober: Mann Rubin, US-amerikanischer Drehbuchautor (* 1927)
- 13. Oktober: Olga Alexandrowna Arossewa, russische Schauspielerin (* 1925)
- 16. Oktober: Ed Lauter, US-amerikanischer Schauspieler (* 1938)
- 17. Oktober: Antonio Guidi, italienischer Schauspieler und Synchronsprecher (* 1927)
- 17. Oktober: Lou Scheimer, US-amerikanischer Produzent und Synchronsprecher (* 1928)
- 18. Oktober: Mary Carver, US-amerikanische Schauspielerin (* 1924)
- 19. Oktober: Georges Descrières, französischer Schauspieler (* 1930)
- 19. Oktober: Noel Harrison, britischer Schauspieler (* 1934)
- 21. Oktober: Gianni Ferrio, italienischer Komponist (* 1924)
- 22. Oktober: William Harrison, US-amerikanischer Drehbuchautor (* 1933)
- 24. Oktober: Antonia Bird, britische Regisseurin und Produzentin (* 1951)
- 24. Oktober: Manolo Escobar, spanischer Schauspieler (* 1931)
- 25. Oktober: Nigel Davenport, britischer Schauspieler (* 1928)
- 25. Oktober: Götz von Langheim, deutscher Schauspieler (* 1928)
- 25. Oktober: Hal Needham, US-amerikanischer Stuntman, Regisseur und Schauspieler (* 1931)
- 25. Oktober: Marcia Wallace, US-amerikanische Schauspielerin und Synchronsprecherin (* 1942)
- 27. Oktober: Luigi Magni, italienischer Regisseur und Drehbuchautor (* 1928)
- 28. Oktober: Ferdinand Havlík, tschechischer Komponist (* 1928)
- 29. Oktober: Graham Stark, britischer Schauspieler, Drehbuchautor und Regisseur (* 1922)
- 31. Oktober: Toni Barpi, italienischer Schauspieler (* 1920)
- 31. Oktober: Peter Herden, deutscher Schauspieler (* 1918)

November
- 01. November: Martin Kukula, deutscher Kameramann (* 1957)
- 01. November: Brigitte Neumeister, österreichische Schauspielerin (* 1944)
- 04. November: Hans von Borsody, deutscher Schauspieler (* 1929)
- 07. November: Paul Mantee, US-amerikanischer Schauspieler (* 1931)
- 07. November: Amparo Rivelles, spanische Schauspielerin (* 1925)
- 08. November: Jacques Siclier, französischer Filmkritiker und Drehbuchautor (* 1927)
- 08. November: Christian Tasche, deutscher Schauspieler und Synchronsprecher (* 1957)
- 11. November: Stein Grieg Halvorsen, norwegischer Schauspieler (* 1909)
- 12. November: John Tavener, britischer Komponist (* 1944)
- 14. November: Norbert Westenrieder, deutscher Dokumentarfilmer (* 1947)
- 15. November: Mickey Knox, US-amerikanischer Schauspieler und Produzent (* 1921)
- 17. November: Syd Field, US-amerikanischer Filmsachbuch- und Drehbuchautor (* 1935)
- 20. November: Dieter Hildebrandt, deutscher Schauspieler und Drehbuchautor (* 1927)
- 22. November: Mircea Krishan, rumänisch-deutscher Schauspieler (* 1924)
- 22. November: Georges Lautner, französischer Regisseur (* 1926)
- 22. November: Bernard Parmegiani, französischer Komponist (* 1927)
- 23. November: Claus Homschak, österreichischer Regisseur und Schauspieler (* 1939)
- 25. November: Chico Hamilton, US-amerikanischer Komponist (* 1921)
- 25. November: Elke Neidhardt, australische Schauspielerin (* 1941)
- 26. November: Arik Einstein, israelischer Schauspieler (* 1939)
- 26. November: Marcello Gatti, italienischer Kameramann (* 1924)
- 26. November: Tony Musante, US-amerikanischer Schauspieler (* 1936)
- 26. November: Temistocle Popa, rumänischer Komponist (* 1921)
- 27. November: Lewis Collins, britischer Schauspieler (* 1946)
- 28. November: Jean-Louis Roux, kanadischer Schauspieler (* 1923)
- 29. November: Chris Howland, britischer Schauspieler (* 1928)
- 30. November: Juri Jakowlew, russischer Schauspieler (* 1928)
- 30. November: Jean Kent, britische Schauspielerin (* 1921)
- 30. November: Paul Walker, US-amerikanischer Schauspieler (* 1973)

Dezember
- 01. Dezember: Marga Heiden, deutsche Schauspielerin (* 1921)
- 01. Dezember: Martin Sharp, australischer Filmemacher (* 1942)
- 02. Dezember: Christopher Evan Welch, US-amerikanischer Schauspieler (* 1965)
- 03. Dezember: Norbert Kuchinke, deutscher Schauspieler (* 1940)
- 05. Dezember: Barry Jackson, britischer Schauspieler (* 1938)
- 06. Dezember: Louis Waldon, US-amerikanischer Schauspieler (* 1934)
- 06. Dezember: Kate Williamson, US-amerikanische Schauspielerin (* 1931)
- 07. Dezember: Alan Bridges, britischer Regisseur, Schauspieler und Produzent (* 1927)
- 07. Dezember: Édouard Molinaro, französischer Regisseur und Drehbuchautor (* 1928)
- 08. Dezember: Reinhard Brock, deutscher Synchronsprecher und Dialogregisseur (* 1951)
- 08. Dezember: Jens Huckeriede, deutscher Filmemacher (* 1949)
- 08. Dezember: Don Mitchell, US-amerikanischer Schauspieler (* 1943)
- 09. Dezember: Kees Brusse, niederländischer Schauspieler (* 1925)
- 09. Dezember: Eleanor Parker, US-amerikanische Schauspielerin (* 1922)
- 10. Dezember: Rossana Podestà, italienische Schauspielerin (* 1934)
- 12. Dezember: Tom Laughlin, US-amerikanischer Schauspieler und Regisseur (* 1931)
- 12. Dezember: Audrey Totter, US-amerikanische Schauspielerin (* 1918)
- 13. Dezember: Horst Tomayer, deutscher Schauspieler (* 1938)
- 14. Dezember: Peter O’Toole, irischer Schauspieler (* 1932)
- 15. Dezember: Joan Fontaine, US-amerikanische Schauspielerin (* 1917)
- 23. Dezember: Jeff Pollack, US-amerikanischer Regisseur und Filmproduzent (* 1959)
- 24. Dezember: Frédéric Back, kanadischer Animator und Animationsregisseur (* 1924)
- 25. Dezember: Adnan Şenses, türkischer Schauspieler (* 1935)
- 26. Dezember: Nag Ansorge, Schweizer Animationsfilmer (* 1925)
- 26. Dezember: Marta Eggerth, ungarische Schauspielerin (* 1912)
- 27. Dezember: Erica Beer, deutsche Schauspielerin (* 1925)
- 29. Dezember: Wojciech Kilar, polnischer Komponist (* 1932)
- 30. Dezember: Eva Zeidler, deutsche Schauspielerin (* 1928)
- 31. Dezember: James Avery, US-amerikanischer Schauspieler (* 1948)

### Genaues Todesdatum unbekannt
- Januar: Michael Strixner, deutscher Schauspieler (* 1938)
- Juni/Juli: Chantal de Freitas, deutsche Schauspielerin (* 1967)
- Juli: Renate Mannhardt, deutsche Schauspielerin (* 1920)
- November: Nino Korda, deutscher Schauspieler (* 1927)